# Église Saint-Pierre d'Aulnay
Vous lisez un « bon article » labellisé en 2009.
Pour les articles homonymes, voir Église Saint-Pierre.
L’église Saint-Pierre (officiellement Saint-Pierre de la Tour) est la principale église paroissiale de la commune d'Aulnay, une ville du nord-est du département français de la Charente-Maritime.
Édifiée sans doute au cours des années 1120-1140 à la demande des chanoines de Poitiers, elle s'élève sur un site occupé à l'époque gallo-romaine par un temple païen, puis par au moins un sanctuaire chrétien.
Durant une partie du Moyen Âge, elle est une étape pour les pèlerins en partance vers Saint-Jacques-de-Compostelle, avant de sombrer dans une certaine léthargie au cours des siècles suivants. Redécouverte au cours du XIXe siècle, elle est parmi les premiers édifices français à obtenir un classement aux Monuments historiques en 1840.
Étape remarquable sur la route des Trésors de Saintonge, elle est avant tout l'un des quatre sites du département à être inscrits au patrimoine mondial de l'humanité par l'Unesco au titre des chemins de Saint-Jacques-de-Compostelle en France.
Située aux confins des diocèses de Saintes et de Poitiers, Saint-Pierre d'Aulnay tient à la fois de l'art roman poitevin et saintongeais, et doit sa réputation à la richesse de son décor sculpté et à l'équilibre de ses proportions.

## Situation géographique

Position d'Aulnay en Charente-Maritime

L'église paroissiale d'Aulnay est établie au carrefour de deux anciennes routes particulièrement fréquentées au Moyen Âge, l'une reliant Melle à Cognac, l'autre reliant Melle à Saintes. Cette dernière se confond avec la voie de Tours (Via Turonensis) qui sera durant plusieurs siècles un axe majeur emprunté par des milliers de pèlerins en partance pour Saint-Jacques-de-Compostelle.
Bien que la commune d'Aulnay (aujourd'hui chef-lieu de canton de la Charente-Maritime) soit fréquemment appelée Aulnay-de-Saintonge, cette ancienne vicomté était située en Poitou sous l'ancien régime, l'église dépendant par ailleurs du diocèse de Poitiers à cette époque.

## Historique

Aulnay sur la Via Turonensis.

Dès avant le milieu du XIe siècle, le sanctuaire d'Aulnay — un édifice antérieur à l'actuel — relève du monastère bénédictin de Saint-Cyprien de Poitiers, comme l'atteste le cartulaire de cette abbaye. Cette appartenance est encore confirmée en 1119 par le pape Calixte II. En 1122 (date d'une nouvelle bulle du pape) ou un peu avant, le lieu est transféré au chapitre de la cathédrale Saint-Pierre de Poitiers. Ce sont les chanoines de Poitiers qui vont décider d'édifier l'église actuelle, en lançant sans doute le chantier peu après leur acquisition, même si aucun écrit ne mentionne cette construction. Ils garderont la jouissance du lieu jusqu'à la Révolution.

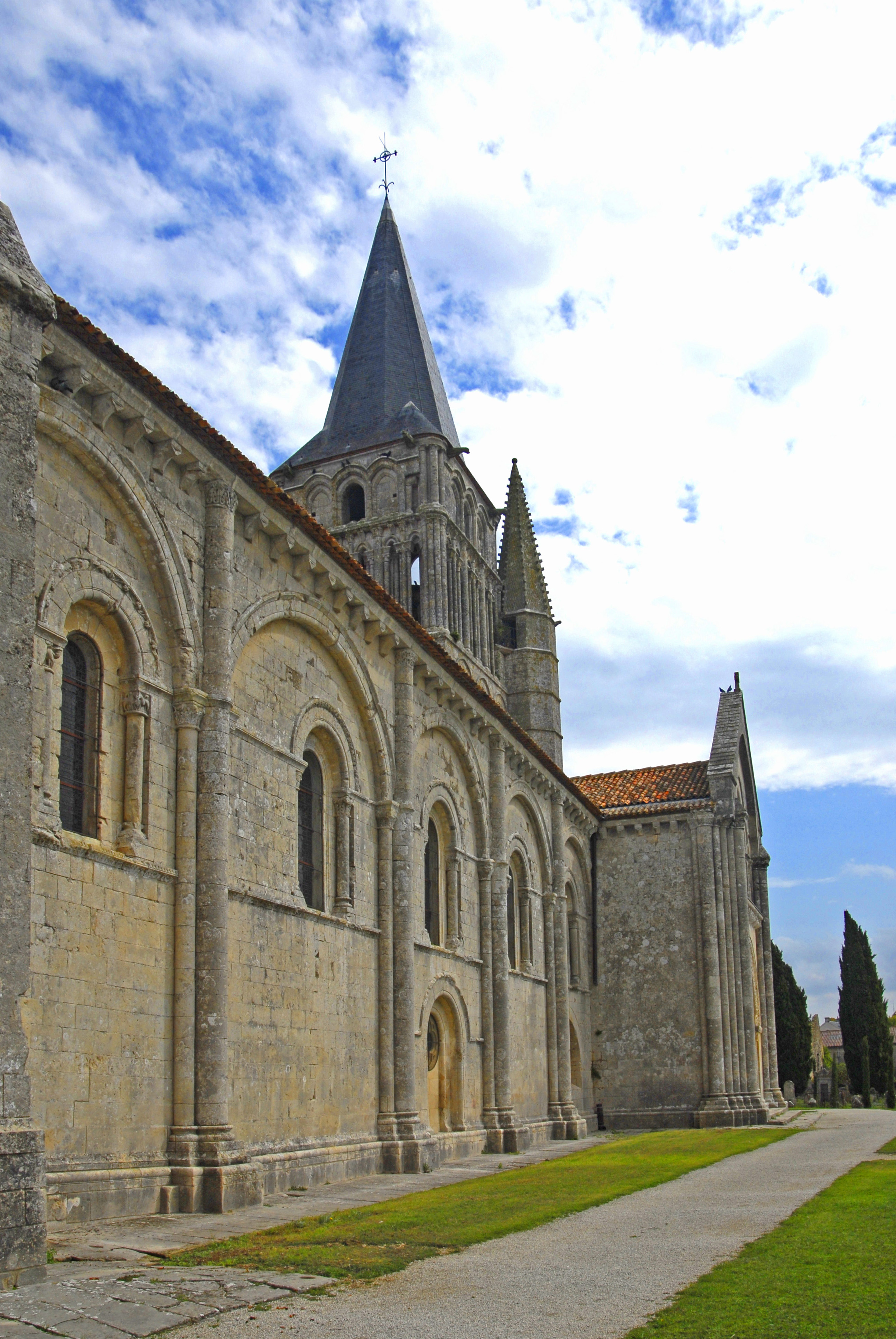
Le mur sud de la nef.

L'église n'est que peu touchée par les aléas de l'histoire. Placée sur l'une des principales routes conduisant à Saint-Jacques-de-Compostelle (la via Turonensis), elle reste longtemps une étape sur le chemin des pèlerins, à mi-chemin entre Poitiers et Saintes.
Au contraire de nombre d'églises de la région, le sanctuaire sort indemne des combats qui opposent durant plus d'un siècle armées françaises et anglo-aquitaines. Il doit cependant subir d'importants travaux de soutènement à partir du XVe siècle, la pression exercée par le clocher (imprudemment augmenté d'un étage et d'une flèche en pierre au XIVe siècle) faisant craindre pour l'intégrité de l'édifice. C'est vers cette époque que sont ajoutés une série de contreforts aux angles de la façade occidentale ainsi que de part et d'autre du portail principal.
Dans le même temps, deux chapelles seigneuriales sont édifiées aux abords du portail. L'une d'elles, aménagée pour accueillir les fonts baptismaux, reste en place jusqu'au tout début du XIXe siècle.
Au moment des guerres de Religion, les huguenots, suivant l’iconoclasme prôné par Jean Calvin, suppriment quelques têtes sculptées au portail ouest. À peu près à la même époque, l'accès principal (porte occidentale) est condamné afin de renforcer la structure de l'édifice. Le portail sud devient l'unique entrée du sanctuaire jusqu'à ce que l'évêque de Poitiers Martial-Louis de Beaupoil de Saint-Aulaire décide d'entamer une campagne de restauration radicale à partir de 1756, campagne poursuivie jusque vers 1769-1770 par son successeur Jean-Baptiste-Luc Bailly. C'est durant cette période que le clocher est amputé d'un étage et de sa flèche en pierre, au profit d'une couverture plus légère. En 1758, il accueille une nouvelle cloche[réf. incomplète].
L'église est de nouveau victime de quelques déprédations durant la période révolutionnaire. Le 9 décembre 1792, les autorités municipales décident d’ôter la statue équestre de l'empereur Constantin qui ornait jusque-là la façade occidentale. Rendu au culte au moment du concordat de 1801, le sanctuaire apparaît comme « très insalubre » et doit faire l'objet de nouveaux travaux de restauration[réf. incomplète].

## Architecture et annexes

### Enclos, cimetière et contexte du lieu

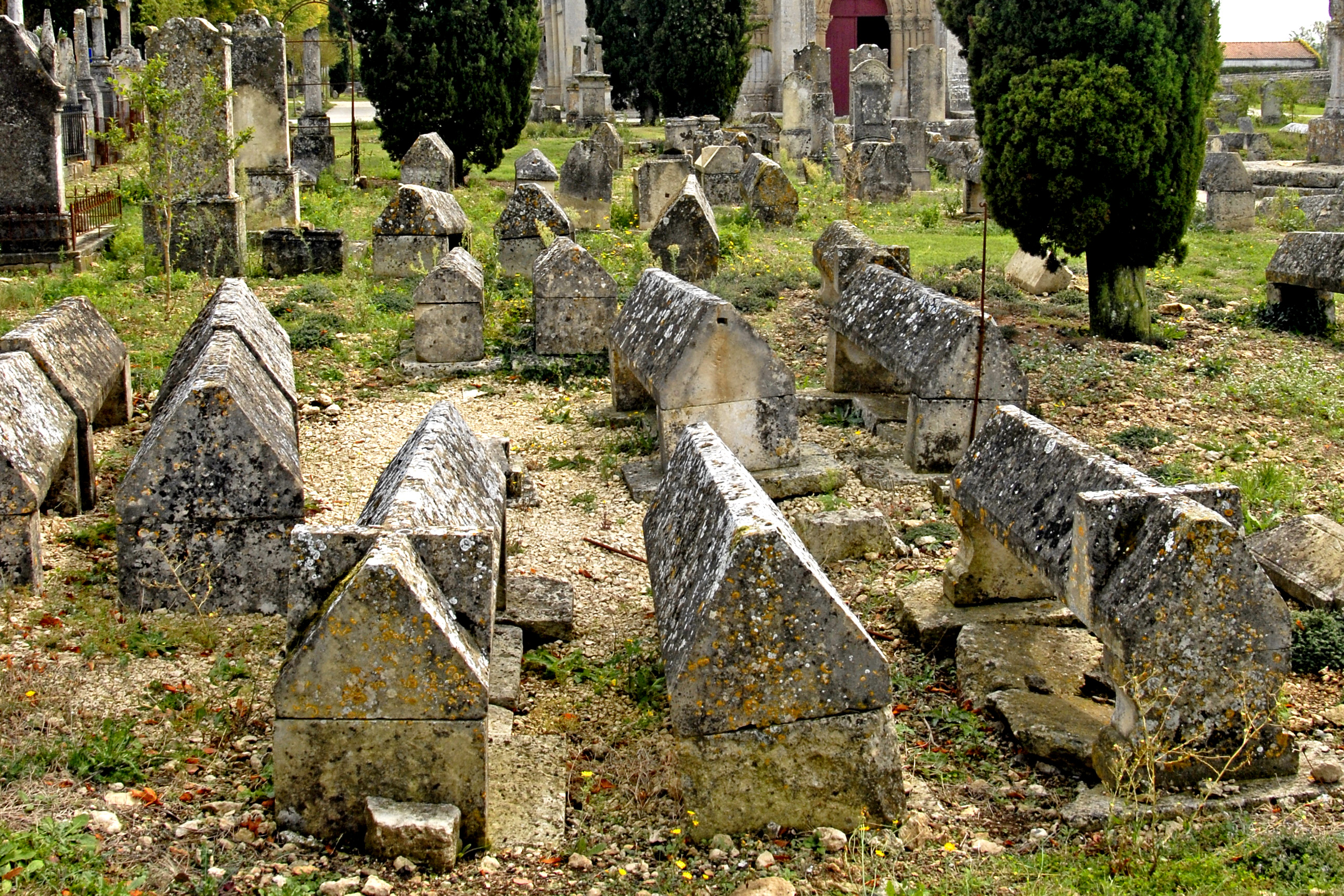
Pierres tombales du cimetière.

L'édifice est entouré d'un vaste enclos où l'on pénètre d'abord, et qui permet, en laissant toute liberté de déplacement, d'apprécier à différents niveaux de regard l'architecture et la sculpture.
Cet enclos est un ancien cimetière, peuplé de nombreuses pierres tombales à l'allure de sarcophages, mais dont les inscriptions gravées datent du XIXe siècle. Il est pourtant probable que cet endroit est une nécropole très ancienne, puisqu'on y a retrouvé au XIXe siècle, durant une restauration du pavement de l'église, trois stèles funéraires de légionnaires romains, conservées actuellement au musée archéologique de Saintes. Ces légionnaires étaient en service au camp militaire romain d'Aunedonnacum, tout voisin de l'emplacement de la future église romane.

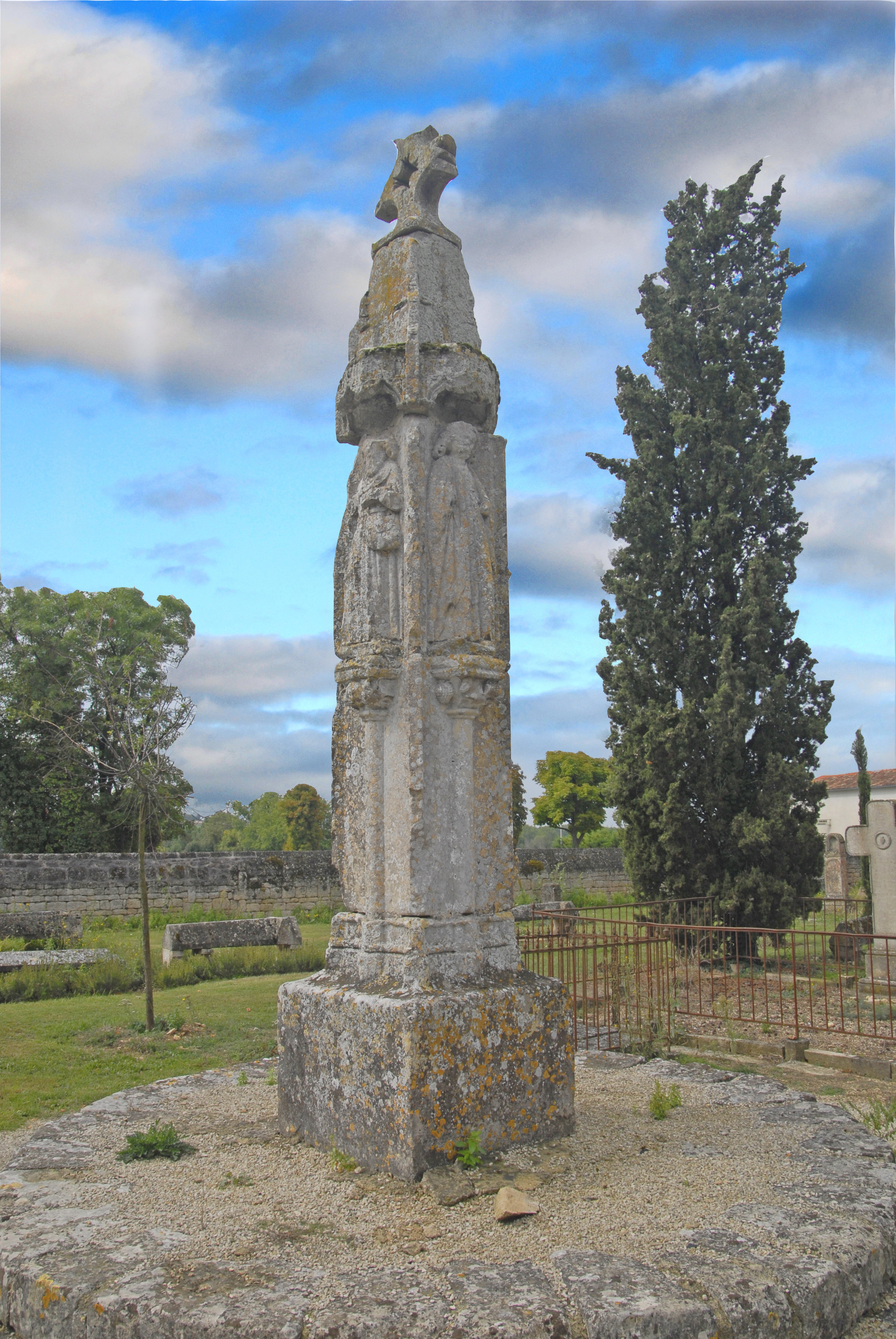
Croix hosannière, partie ouest du cimetière.

En bas de la prairie qui jouxte l'église au sud, un chantier de fouilles récent (à partir de 2001) a remis au jour les restes d'un temple celtique, daté des Ier et IIe siècles. C'est peut-être ce temple, encore en partie visible à la fin du XVIIIe siècle, qui a donné à l'église son nom complet de Saint-Pierre de la Tour.
Dans la partie ouest du cimetière, face à la principale façade de l'église, est érigée une croix hosannière, datant du XIVe siècle et inscrite à l'inventaire supplémentaire des monuments historiques depuis 1929.
Les croix hosannières sont des monuments que l'on retrouve souvent à proximité des églises dans les anciennes provinces du Poitou et de la Saintonge, là où s'étendent ou s'étendaient autrefois les cimetières paroissiaux.
Celle d'Aulnay prend la forme d'une colonne, surmontée d'une croix, ornée de statues de quatre apôtres disposés en fonction des quatre points cardinaux : Jean, au nord ; Paul, au sud ; Jacques le Majeur, à l'est et Pierre, à l'ouest. La figure de saint Jacques, avec en bandoulière la besace du pèlerin, atteste qu'Aulnay fut une étape sur le chemin de Compostelle, à mi-chemin entre Melle et Saint-Jean-d'Angély.
L'emplacement de l'édifice, très à l'écart du bourg actuel, s'explique donc par son appartenance probable à la petite agglomération gallo-romaine et au fait que des édifices religieux aient été implantés là bien avant le XIIe siècle.

### Style et architecture

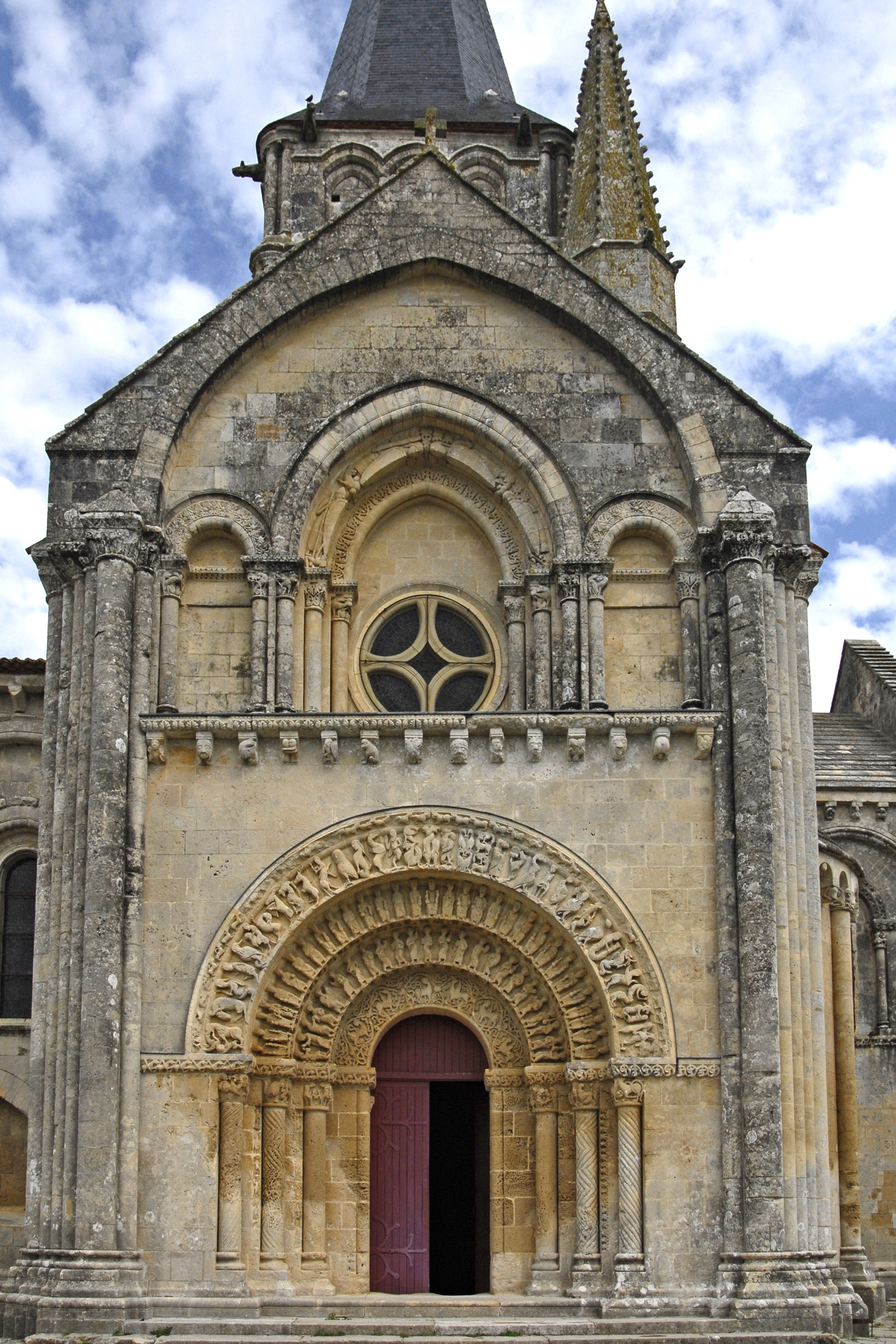
La façade méridionale.

Le plan de l'édifice est conforme aux dispositions classiques du style roman poitevin : formant une croix latine, l'église se compose d'un triple vaisseau. La nef principale est voûtée en berceau brisé, la voûte reposant sur des arcs doubleaux aux limites de chaque travée. De chaque côté, presque à la même hauteur, deux bas-côtés viennent contrebuter la nef principale. Eux aussi sont voûtés en berceau brisé et dotés d’arcs doubleaux.
Ce vaisseau s’articule en cinq travées. Les fortes colonnes qui les délimitent font point d’appui aux arcs doubleaux, à travers des doubles colonnettes qui remontent en partie supérieure, rythmant ainsi précisément l’espace.
Ces colonnes supportent aussi les grandes arcades latérales qui laissent entrer dans la partie centrale la lumière fournie par les cinq fenêtres en plein cintre de chaque bas-côté. Celles-ci, de dimensions modestes, préservent dans l'espace, même un jour d’été ensoleillé, la pénombre qui sied au recueillement.
Au-delà, le transept bien saillant est flanqué à l’est de deux absidioles peu profondes, voûtées en cul-de-four. Le chœur comprend une travée droite, suivi d’une abside en hémicycle voûtée aussi en cul de four. Il est directement éclairé par cinq fenêtres semblables à celles des bas-côtés, dont trois sont percées dans l’abside, accentuant l’axe central de l’édifice tourné comme il se doit vers l’est. La largeur de l’abside est légèrement inférieure à celle de la nef principale, lui donnant de tout le vaisseau une bonne visibilité. D’autre part, l’axe du chœur n’est pas en prolongement exact de celui de la nef, il est légèrement décalé vers le nord.
De puissants faisceaux de colonnes marquent la croisée du transept. Ils supportent au sud et au nord deux arcs brisés qui ouvrent sur les deux bras du transept. De leurs sommets, aux angles de la croisée, partent quatre pendentifs qui se rejoignent pour former l’assise circulaire de la coupole hémisphérique. Celle-ci, nervée de huit branches toriques, sert d'assise au clocher rectangulaire au-dessus.
On ne sait pas précisément d’où les bâtisseurs romans ont extrait les pierres pour la construction, mais la qualité du calcaire utilisé était excellente. Ceci s’est traduit par un appareil de construction en tout point remarquable, et a permis la création d’un décor sculpté qui garde aujourd’hui encore toute sa lisibilité, à de rares exceptions près.

#### Influences orientales

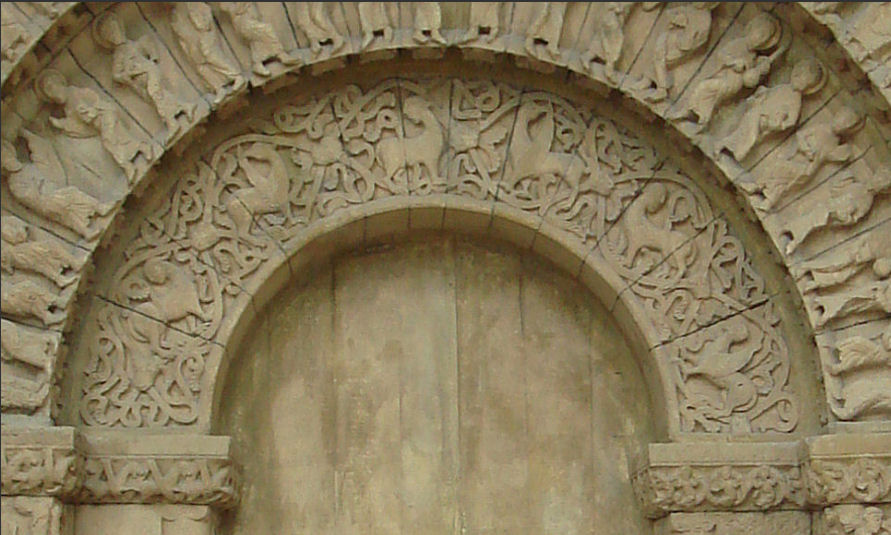
Influences orientales sur le premier arc de l'entrée.

Certaines influences orientales sont visibles dans les décorations de l'église. Par exemple, le premier arc de l'entrée est inspiré de motifs orientaux. Un chapiteau représentant des éléphants est aussi inspiré de motifs d'origine orientale.
Des moulages de ces décors sculptés, avec une description des influences dont ils sont le résultat, sont visibles à la Cité de l'Architecture et du Patrimoine à Paris.

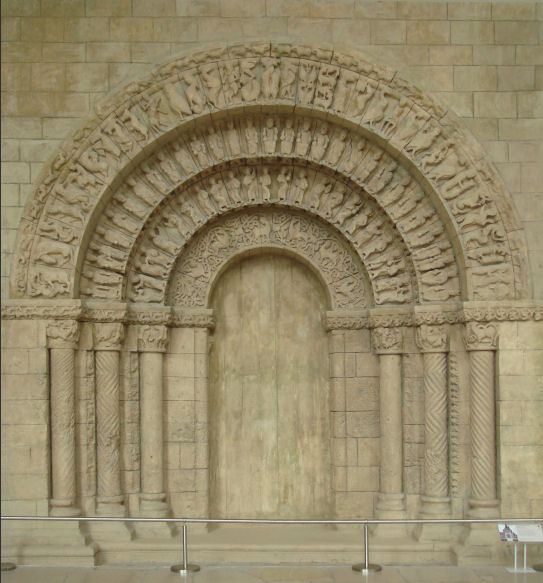
Portail de l'église Saint-Pierre, Aulnay-de-Saintonge.
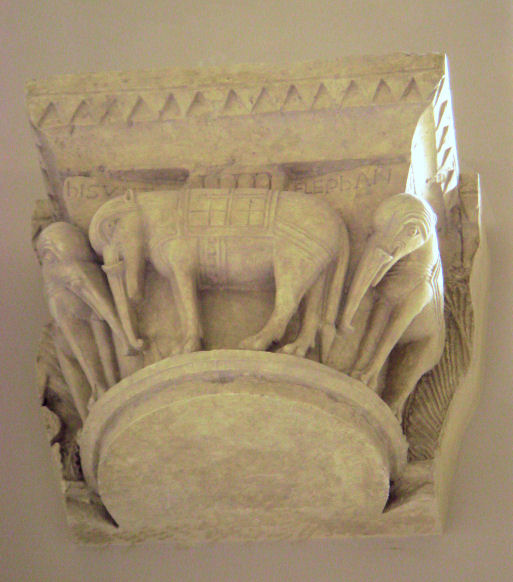
Chapiteau avec éléphants, église Saint-Pierre, Aulnay-de-Saintonge.

### Dimensions
L’analyse des dimensions conforte l’impression d’harmonie qui émane de l’édifice et qui impressionne tous les visiteurs.
Celle-ci tient aussi à l'équilibre des masses, des lignes horizontales et verticales, à la rigueur épurée des lignes et des courbes d’arcs, et ceci, tant à l’intérieur qu’à l’extérieur du bâtiment.
L’église d’Aulnay n’est ni modeste, ni grandiose, elle semble faite pour le corps d’homme : rien n’y est inaccessible, mais tout est à distance. La découpe architecturale de l'espace favorise ainsi un dialogue très particulier entre soi-même et les pierres.

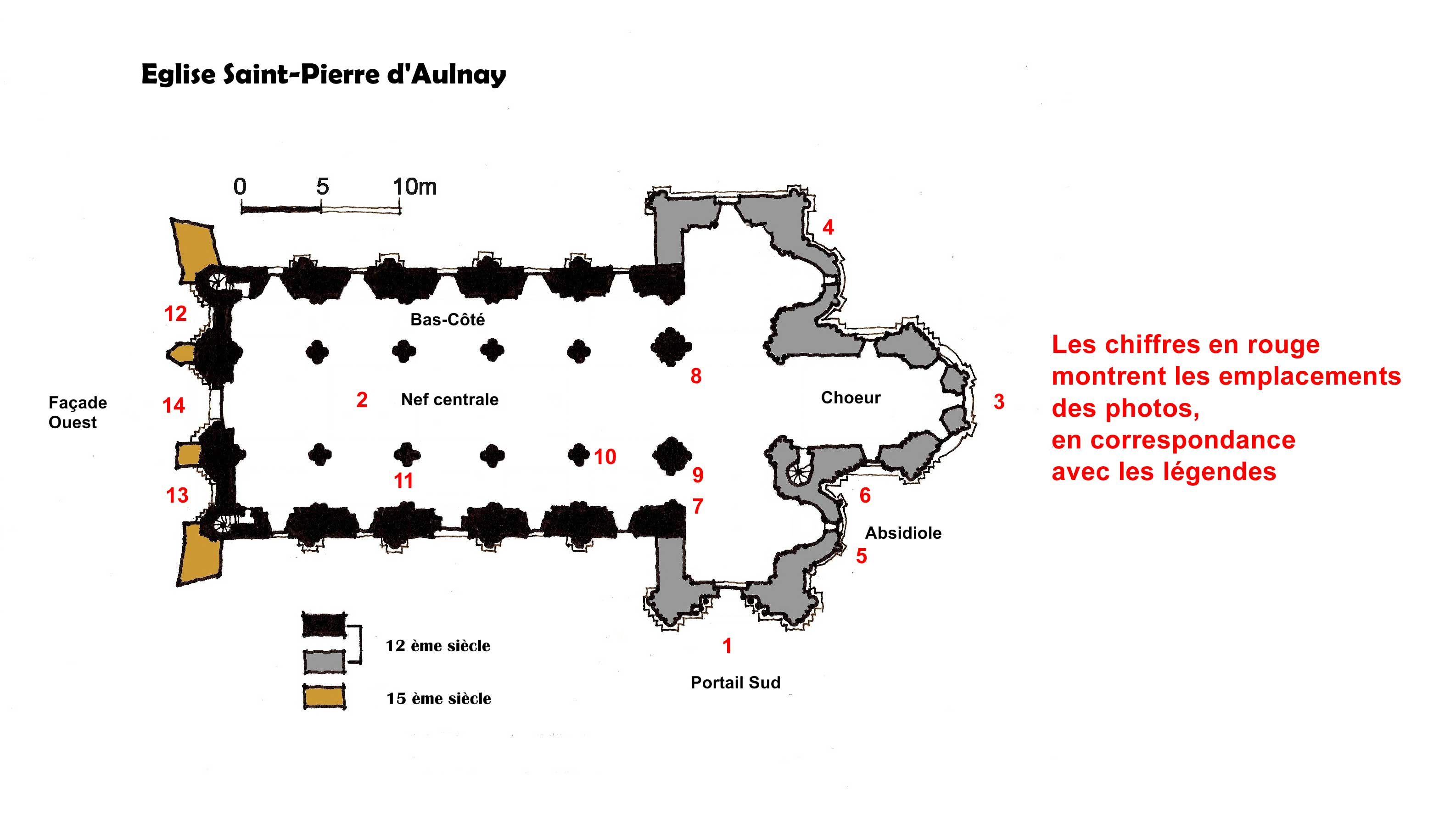
Plan de l'église avec emplacement des photographies utilisées dans l'article.

Voici quelques dimensions clés de l’édifice :
- longueur totale : 45,30 m ;
- longueur des nefs : 27,80 m ;
- largeur des nefs : 13,60 m ;
- largeur nef principale : 6 m ;
- largeurs bas-côtés : 3 m ;
- longueur transept : 22,70 m ;
- croisée : 6 m × 6 m ;
- longueur abside : 10 m ;
- largeur abside : 5,80 m ;
- épaisseur des murs extérieurs : 1,90 m.

### Sculpture
La sculpture romane d’Aulnay est considérée comme une des réalisations majeures de l’art roman de l’Ouest de la France, alors en pleine maturité. Elle combine des motifs d’ornementation ou des frises qui magnifient les formes architecturales, un foisonnement de l’imaginaire médiéval à travers de nombreux modillons, et surtout des ensembles importants – les deux portails notamment – où la cohérence entre le message religieux et les figures romanes est exceptionnelle.
Aulnay est aussi un des rares lieux romans qui permettent de suivre de manière très lisible l’évolution de la sculpture et, au-delà, du regard qu’on porte sur le monde à cette période. Le dialogue fécond entre les théologiens commanditaires de l’édifice (les chanoines de Poitiers) et des sculpteurs de talent à la pointe de l’innovation fera d’Aulnay une référence, qui va servir de modèle, dans les décennies suivantes, à de nombreux édifices entre Loire et Gironde.

### Trois ateliers
En l’absence de sources écrites, il a fallu que les historiens de l’art mènent des recherches approfondies pour disposer d’une hypothèse cohérente de l’ordre de construction de l’église et des équipes de sculpteurs qui se sont succédé sur le chantier. C’est par une analyse fine et comparée des styles de sculpture sur une grande aire géographique qu’on a pu aboutir à cette hypothèse. Selon ces travaux, trois ateliers de sculpteurs ont travaillé à Aulnay, chacun avec un style particulier et chacun sur une partie de l’édifice.
La première équipe a réalisé les sculptures de l’extérieur du chevet et des absidioles, le portail sud, et les chapiteaux intérieurs de la croisée du transept et des absidioles. La construction, comme c’est souvent le cas dans l’art roman, aurait donc été entreprise par l’est du bâtiment. Dans cette partie, la sculpture est en quelque sorte soumise à l’architecture, dont elle magnifie les formes par un décor géométrique très fouillé qui court les long des arcs. Les figures sculptées, de taille modeste, s’inscrivent dans le support architectural, claveaux du portail, chapiteaux ou modillons.
Ces sculpteurs ont puisé à quelques sources repérables (Cf. Sources et rayonnement ci-dessous), aussi bien du côté poitevin (Parthenay le Vieux, Melle) que saintongeais (Saint-Eutrope de Saintes), mais ils donnent à voir à Aulnay un talent très original, fait de luxuriance, de préciosité presque, où l’expression des visages atteint au pathétique en quelques traits de ciseau sur la pierre.
La seconde équipe s’occupe de la partie supérieure de la façade sud du transept et de tous les chapiteaux intérieurs de la nef. Ces sculpteurs mettent en œuvre deux types de sculpture : un décor végétal très rigoureux, ordonné, où les références antiques sont manifestes, mais aussi des visages et des corps (dragons, oiseaux, acrobates...) à la présence tout à fait nouvelle.
Cette densité de la matière vivante, cette maîtrise du relief sont obtenus notamment par une prise en compte de la symétrie du chapiteau, ce qui permet au sculpteur, tout en respectant la loi du cadre, de créer des figures qui semblent s’en affranchir et disposer d’une certaine liberté dans l’espace.
Le troisième atelier crée les sculptures de la façade ouest : celles-ci allient une exubérance de motifs qui se combinent les uns les autres en jouant de la géométrie (symétries, translations...) à des figures sculptées bien plus grandes qu’au portail sud, qui cherchent à s’affranchir de la forme architecturale, en s’étalant sur plusieurs claveaux, en se décalant de l’axe des voussures. Les motifs font comme des écrins aux images, et celles-ci s’affirment dans leur puissance de communication au service du message religieux. Silhouettes humaines, corps à la plastique affirmée, visages affinés, cette sculpture fait pressentir ce que sera la statuaire gothique.

### Chevet
C’est au matin qu’il faut découvrir le chevet, quand la lumière du levant joue dans les reliefs des sculptures avec l’ombre, et quand elle offre au regard à la fois les lignes affirmées des volumes et tous les détails du décor sculpté.

#### Abside
Les cinq fenêtres du chœur et de l’abside sont toutes richement sculptées et possède la même structure. Un arc de décharge mouluré s’appuie de chaque côté sur une colonne descendant jusqu’au sol, à travers un chapiteau sculpté. Ce grand arc enveloppe une assez large archivolte décorée de motifs géométriques (pointes de diamant, « fleurs » à quatre pétales), elle-même enserrant le plein cintre de la fenêtre. L’archivolte repose via un tailloir bien marqué sur deux chapiteaux, au sommet de deux colonnettes qui s’arrêtent à la base de la fenêtre. La ligne basse de la fenêtre est constituée d’une frise de petits personnages ou de petits animaux, dont le sujet varie d’une fenêtre à l’autre.
Ainsi, chaque fenêtre produit un remarquable équilibre visuel. Puissance des lignes verticales, par les colonnettes et colonnes, celles-ci côtoyant celles, plus massives, qui montent jusqu’à la corniche de l’abside. Présence plusieurs fois soulignée du plein cintre par les moulures et le rythme des motifs géométriques sur l’archivolte. Stabilité horizontale, par la frise en bas et la ligne des tailloirs des chapiteaux au-dessus. Ce dialogue des lignes de l’architecture et de la sculpture est à la fois subtil et intime.

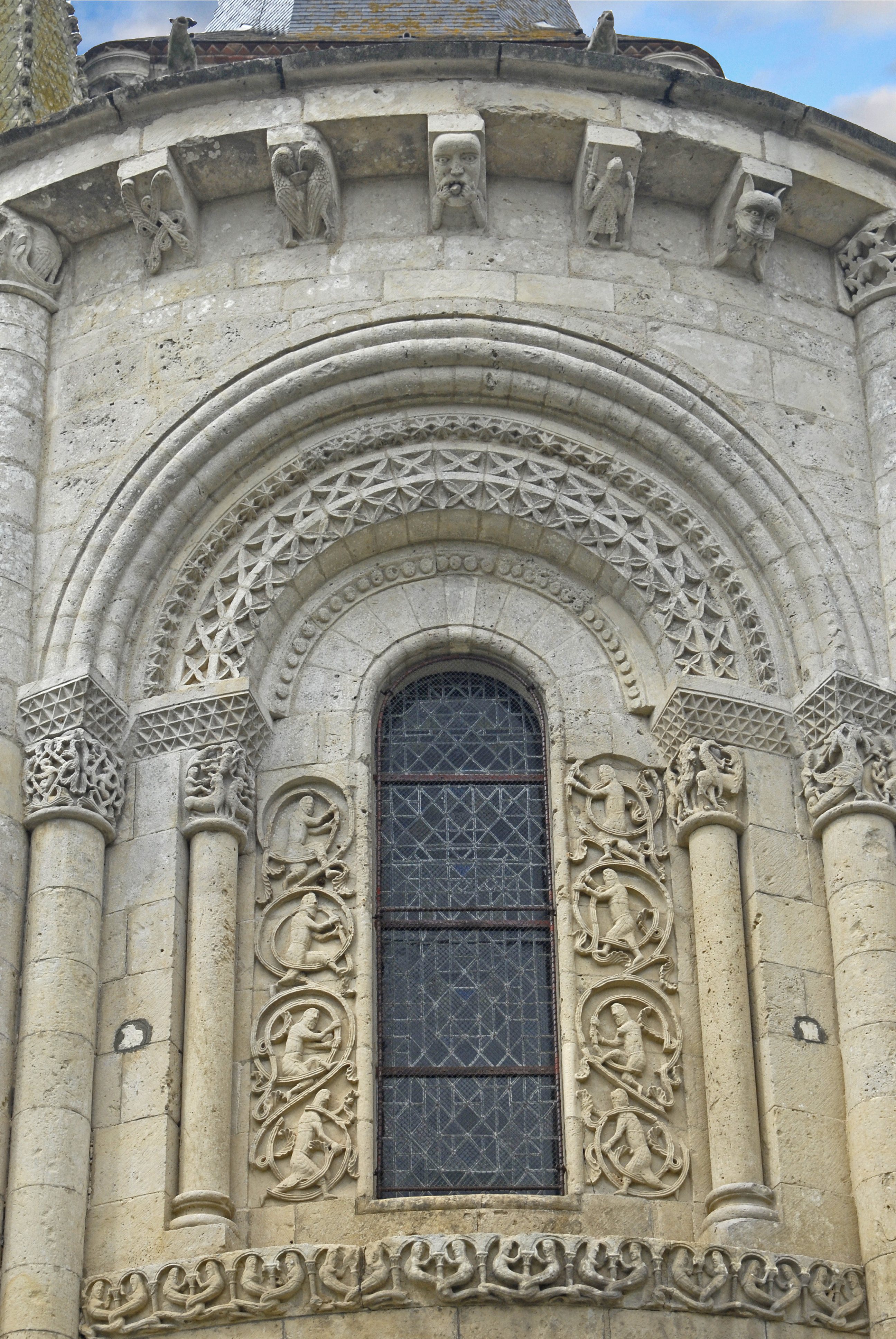
Fenêtre centrale de l'abside, vue d'ensemble (no 3 sur le plan).
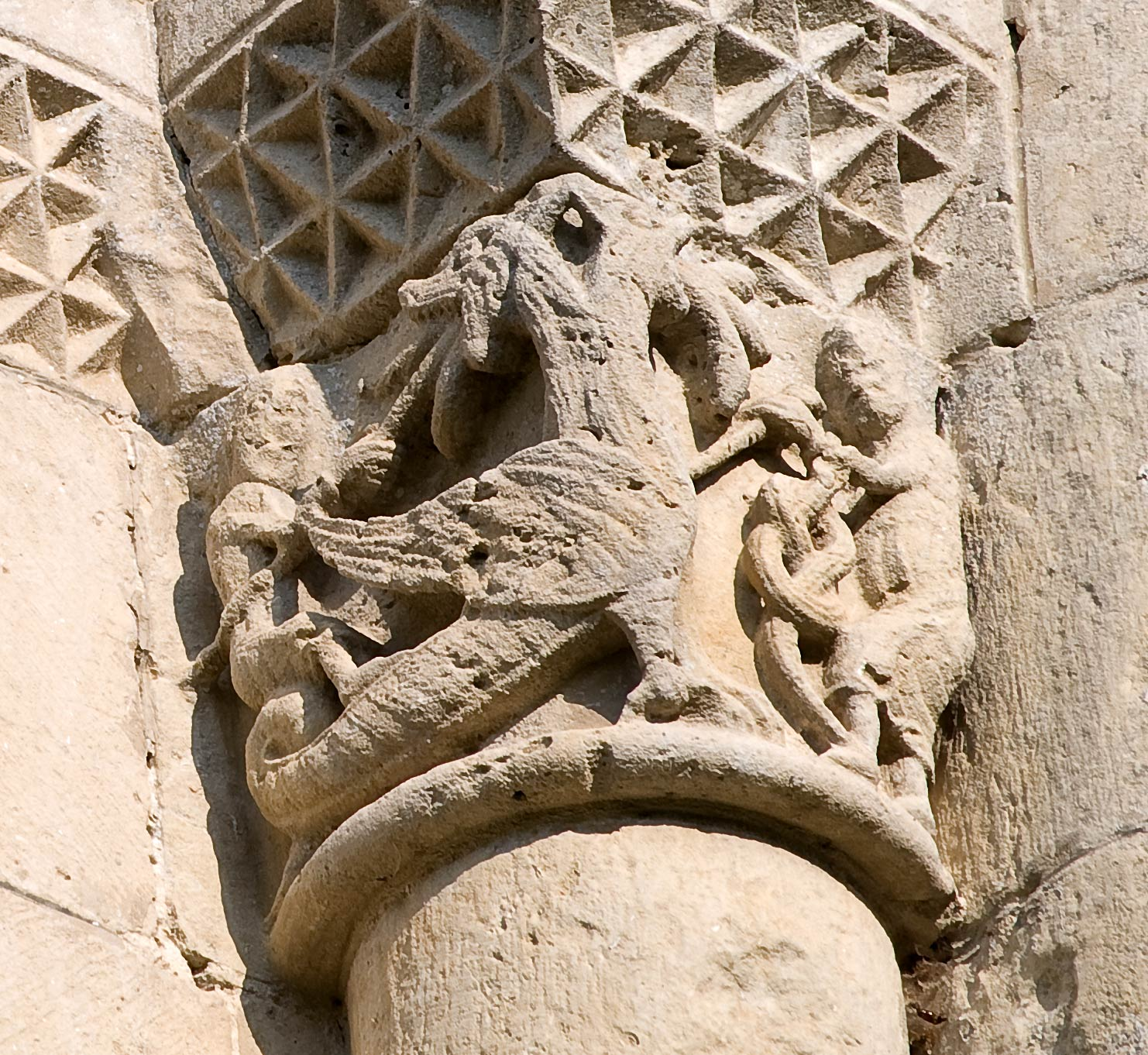
Deux hommes luttent contre un dragon (no 3 sur le plan).
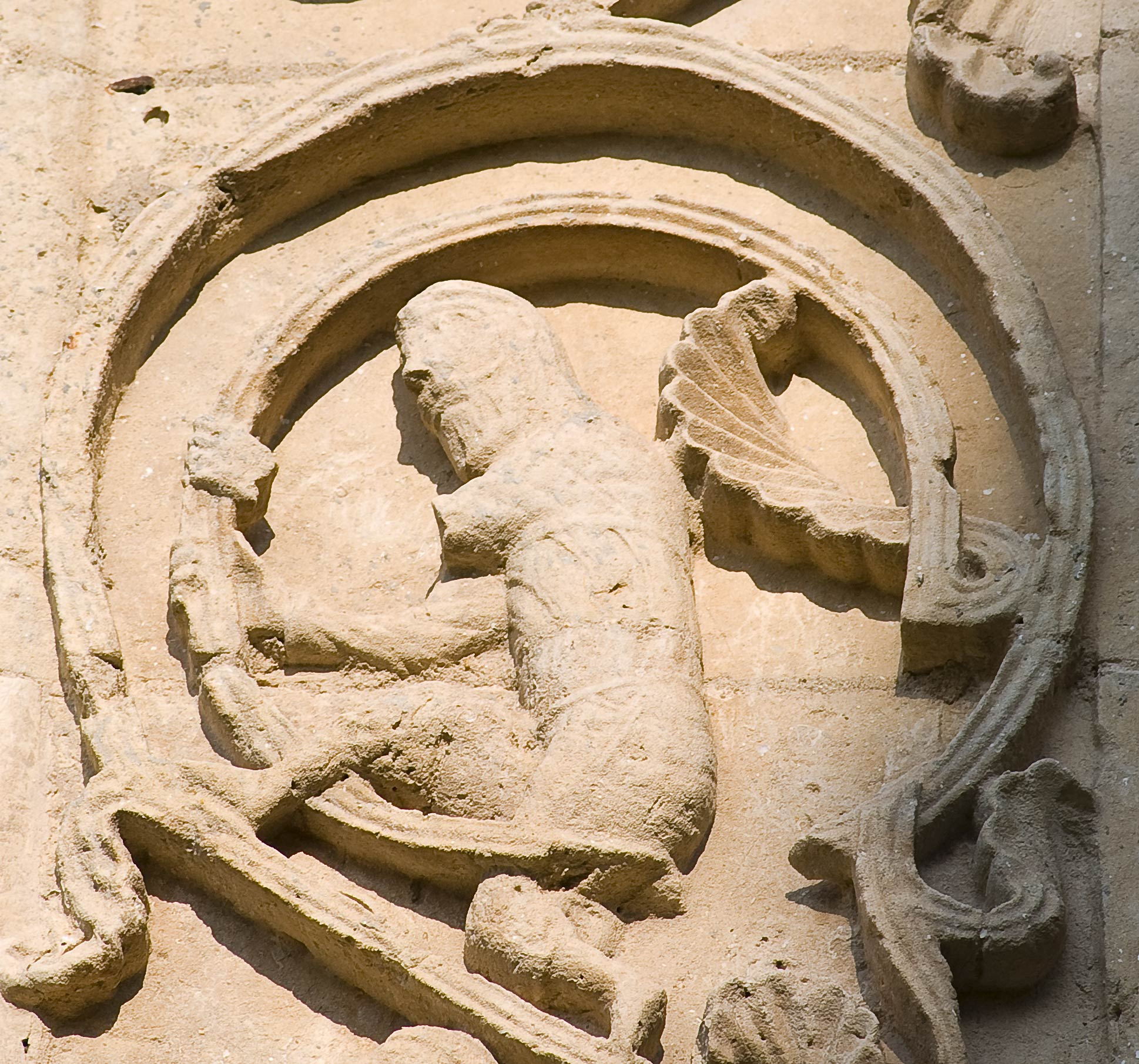
Un personnage, chambranle de la fenêtre centrale de l'abside (no 3 sur le plan).

La fenêtre centrale de l’abside est la plus ouvragée. Entre les colonnettes et l’ouverture proprement dite, les deux chambranles montrent de chaque côté quatre personnages comme emmêlés dans de grands rinceaux. Chacun s’agrippe aux tiges végétales, cherche à s’en dégager. On a voulu y voir le symbole du chrétien montant vers son salut, à travers les difficultés de la vie. Cette sculpture est remarquable de précision et d’expression minimale, elle crée une dynamique verticale du regard. En haut des chambranles, les quatre chapiteaux sont d’une grande finesse et d’une grande légèreté. Ils montrent des scènes de combat, Samson contre le lion de Timna, des oiseaux qui dominent des lions, des hommes qui luttent contre un dragon. Au-dessus, la plénitude de l’arc en plein cintre, forme céleste, est densément peuplée de l’abstraction des décors géométriques.
Sur les autres fenêtres, d’autres chapiteaux sont historiés et offrent la même verve dans le style, par exemple une « pesée des âmes » ou des animaux en lutte à la fenêtre sud de l’abside.

#### Absidioles
Au sud et au nord, elles encadrent l'abside principale. L’une et l’autre sont dotées d’une corniche à arcatures, qui mettent en valeur les scènes sculptées aux extrémités sur des modillons. On y voit des monstres dévorant de petits personnages, des acrobates, un sonneur d’olifant, un lion retourné sur lui-même d’une extrême élégance, des visages grimaçant...
D’autre part, quatre colonnes fragmentent l’espace courbe de chaque absidiole.
À leur sommet, des chapiteaux sculptés aussi : au nord par exemple, un superbe basilic – animal redoutable et venimeux qui tient du coq et du serpent – est lové dans un cercle décoré et semble transposé d’une enluminure.

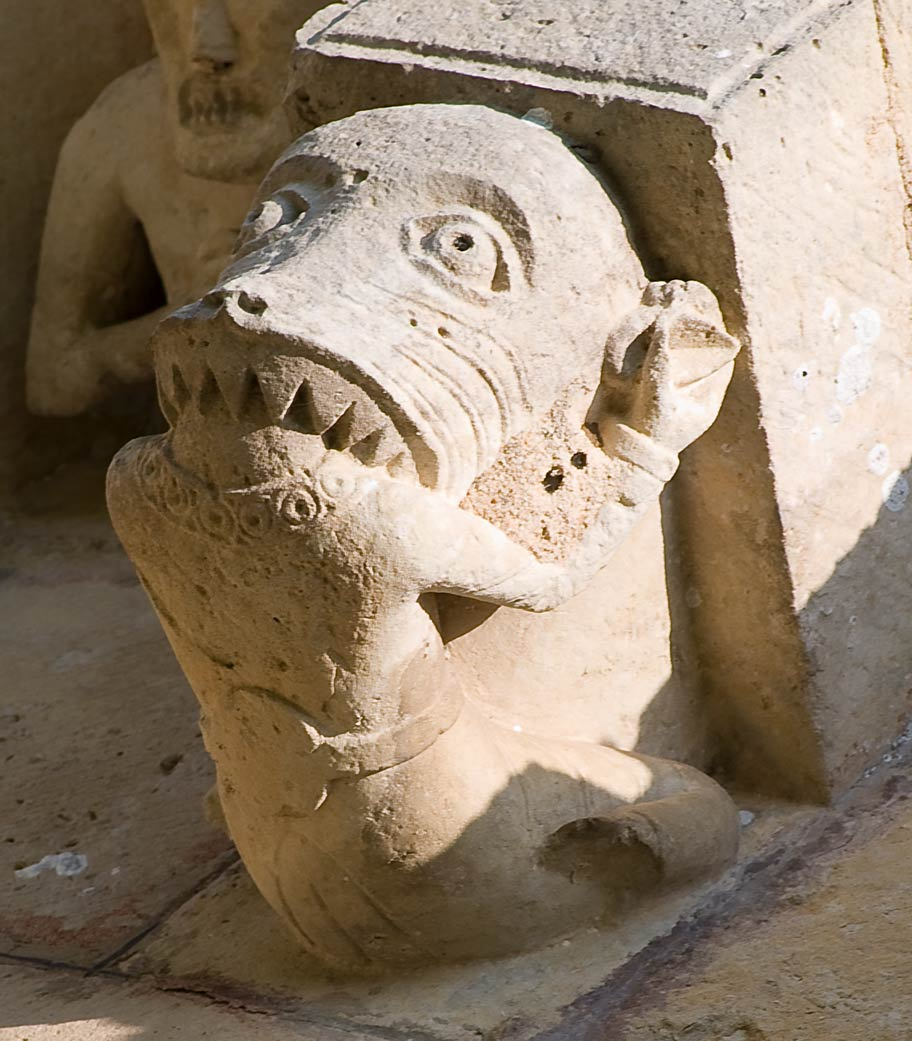
Un monstre dévorant, absidiole sud (no 5 sur le plan).
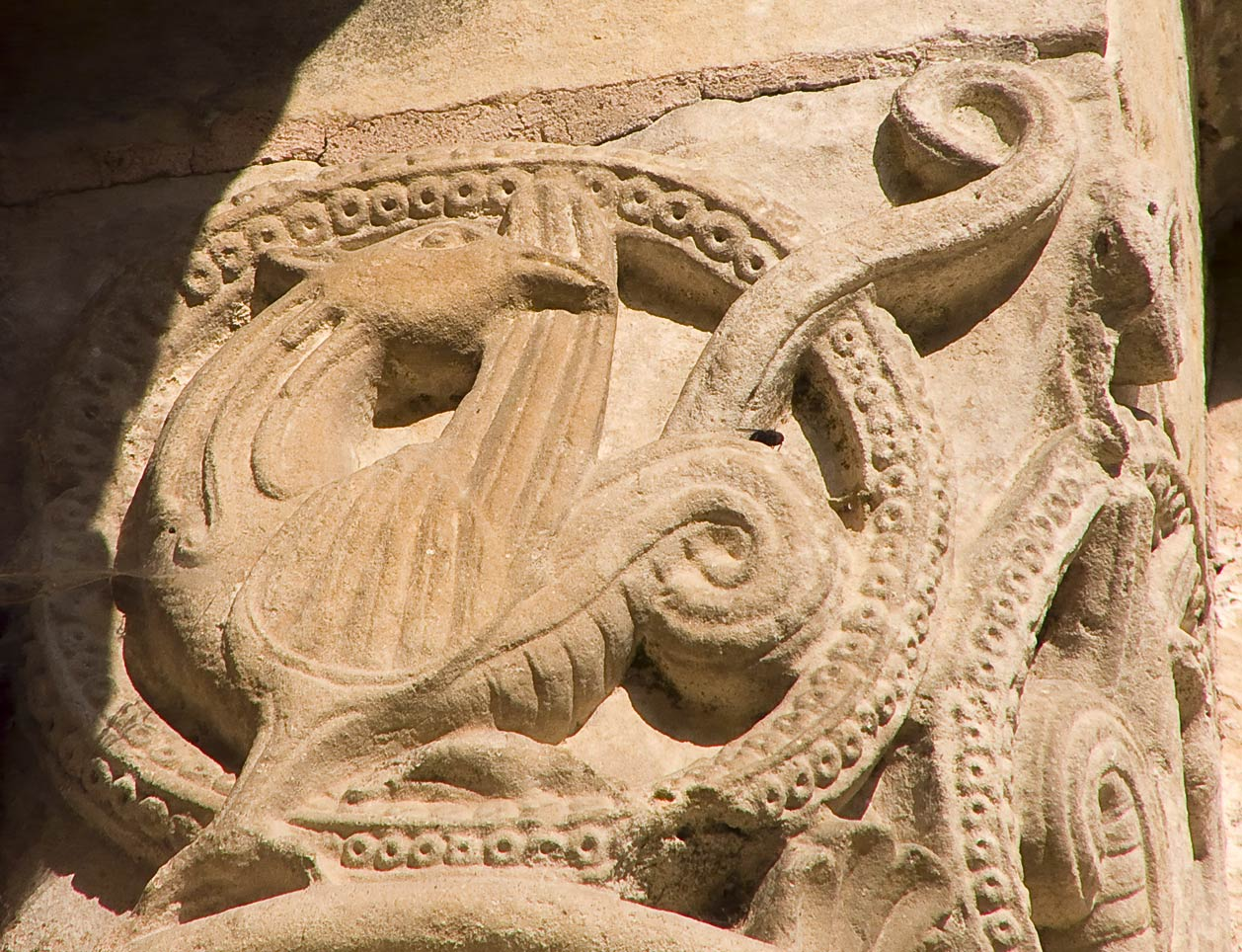
Le basilic, chapiteau de l'absidiole nord (no 4 sur le plan).

#### Modillons de l’abside
En haut de l’abside, trente-six modillons tiennent la corniche. Ils sont tous sculptés de figures ou de motifs où s’exprime en liberté l’imaginaire médiéval. On pense en effet que ces sculptures étaient laissées au libre choix des imagiers, à la différence des grands ensembles iconographiques comme les portails, porteurs du message théologique.

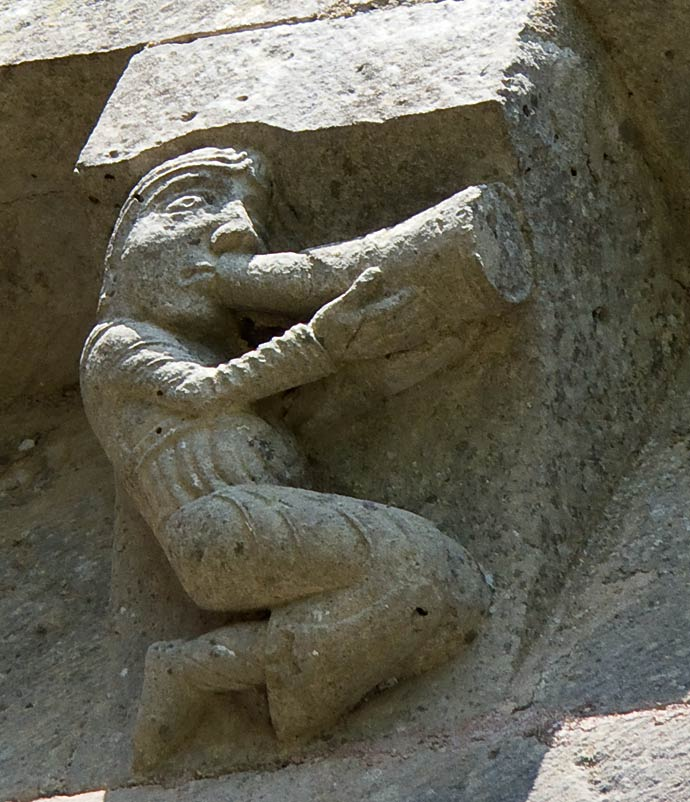
Un sonneur d'olifant (no 6 sur le plan).
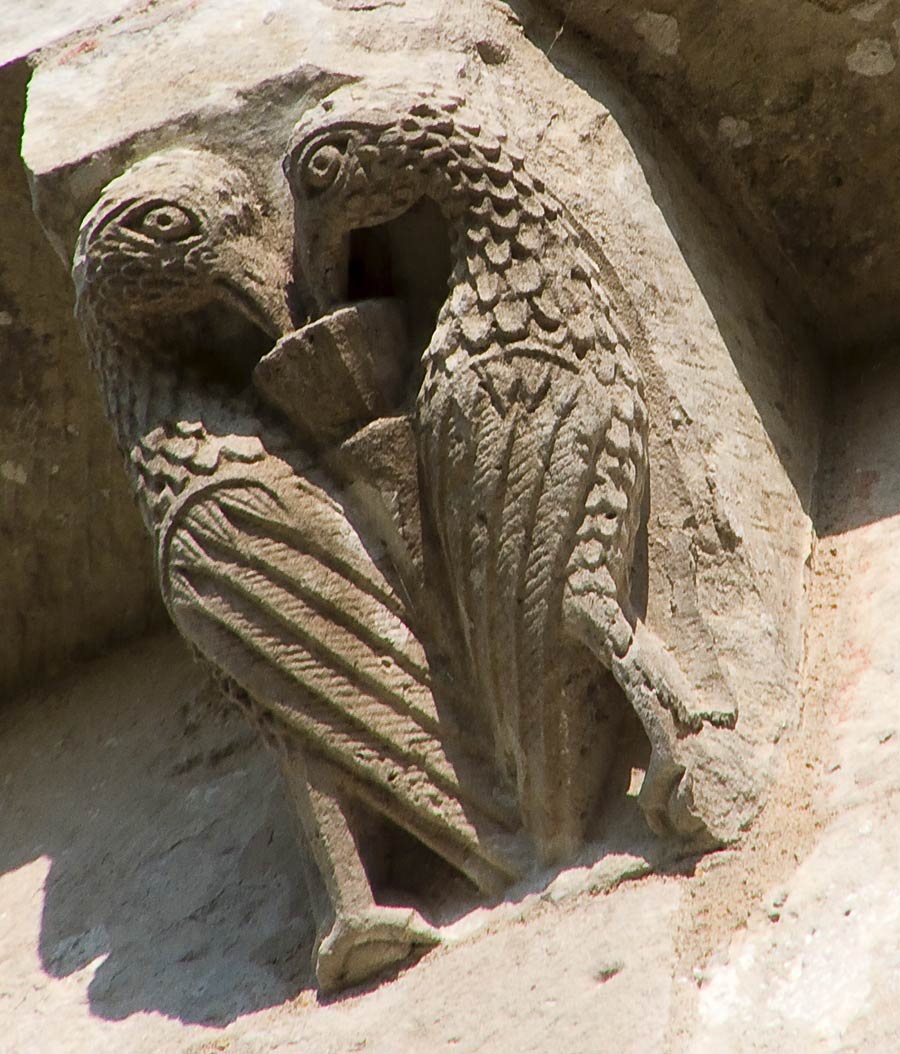
Les oiseaux à la coupe, modillon abside (no 3 sur le plan).

On y trouve notamment un acrobate, un couple d’oiseaux buvant à la coupe, un guerrier à la cotte de mailles avec son bouclier et son épée, un tonneau, des entrelacs, deux sonneurs d’olifant, deux silhouettes nimbées qui s’étreignent (la Visitation ?)...
L’ensemble couronne le chevet d’une sorte de ponctuation visuelle, figures variées, étonnantes, qui tracent sur cette partie de l’édifice comme une danse.

### Façade sud du transept
Au sein de l’élévation sud tournée vers le soleil, la façade du transept, limitée par de puissants faisceaux de colonnes, impose son élancement au regard. Deux parties, bien séparées, sur cette façade : en bas, l’espace est occupé par le portail sud, bien dégagé des colonnes latérales, au-dessus, séparé par une corniche, le registre supérieur présente un grand arc central, brisé, à trois voussures et deux petites arcades de chaque côté, en plein cintre.

#### Le portail sud
Il est construit sur la forme romane la plus simple, l’arc en plein cintre, décliné ici en quatre voussures en cascade. Mis à part la voussure intérieure, chacune s’appuie sur des chapiteaux sculptés et des colonnes dont certaines sont torsadées ou striées de reliefs.
Mais cette simplicité de structure supporte un extraordinaire ensemble de sculptures. Ce portail est rayonnant : à peu d’exceptions près (la voussure la plus basse), une figure est sculptée sur chaque claveau, donnant une dynamique visuelle à la fois vers le centre de la porte et vers l’espace. Et ce n’est pas une image qu’on a sous les yeux, mais pas loin d’une centaine de figures, personnages, animaux du bestiaire, monstres... Au risque d’anachronisme, on peut parler d’un visuel en réseau, en système, qu’il est parfois délicat d’interpréter.
La première voussure, en partant du bas, montre six animaux (trois griffons et trois sphinx ou centaures) au milieu d'un enchevêtrement dense d'entrelacs. Tout se mêle : les queues des animaux se prolongent en courbes végétales, de petits visages sont posés au croisement des tiges. Cette voussure dit le monde premier, indifférencié, à l'image du peu de relief de cette sculpture.

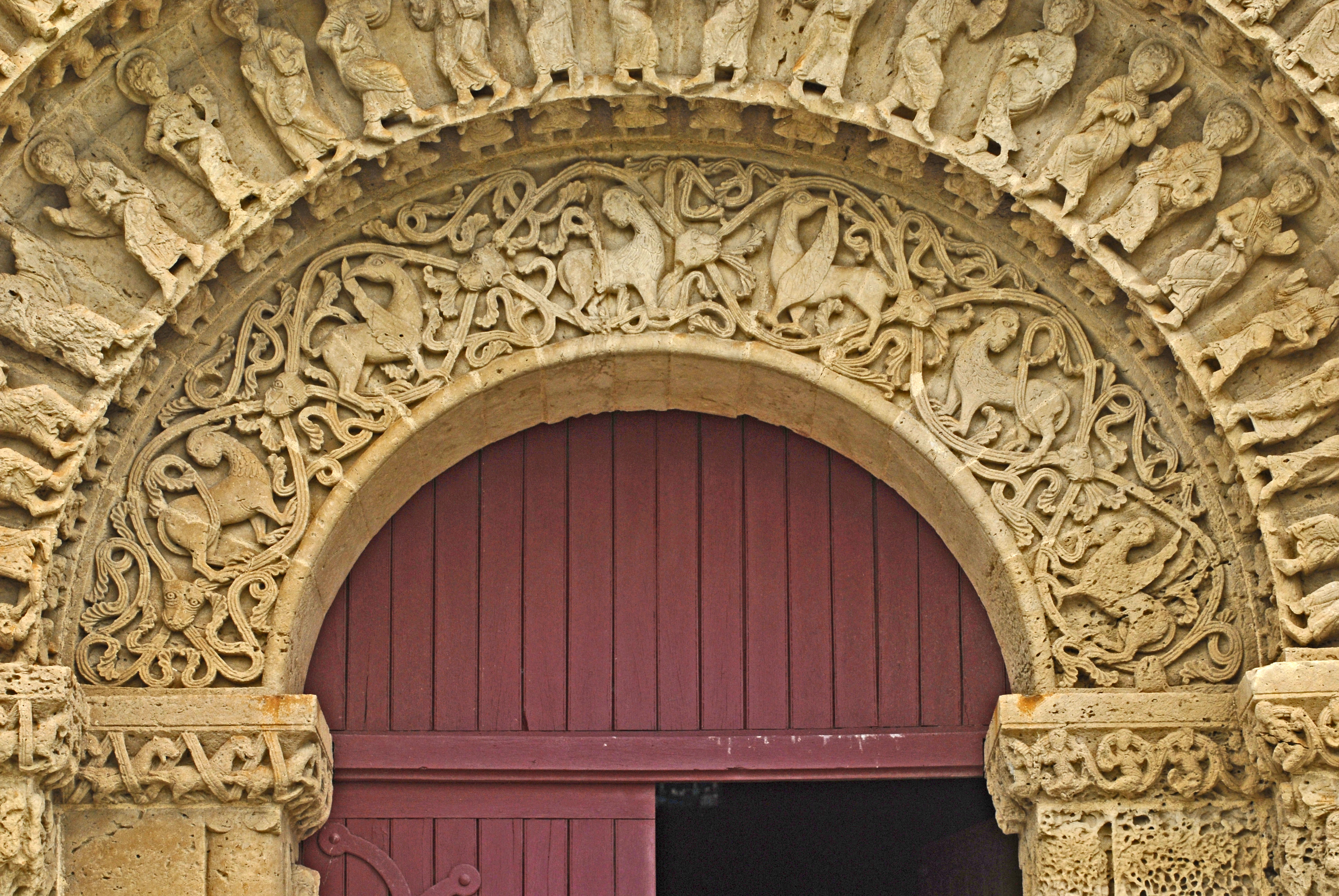
Première voussure du portail sud, fragment (no 1 sur le plan).
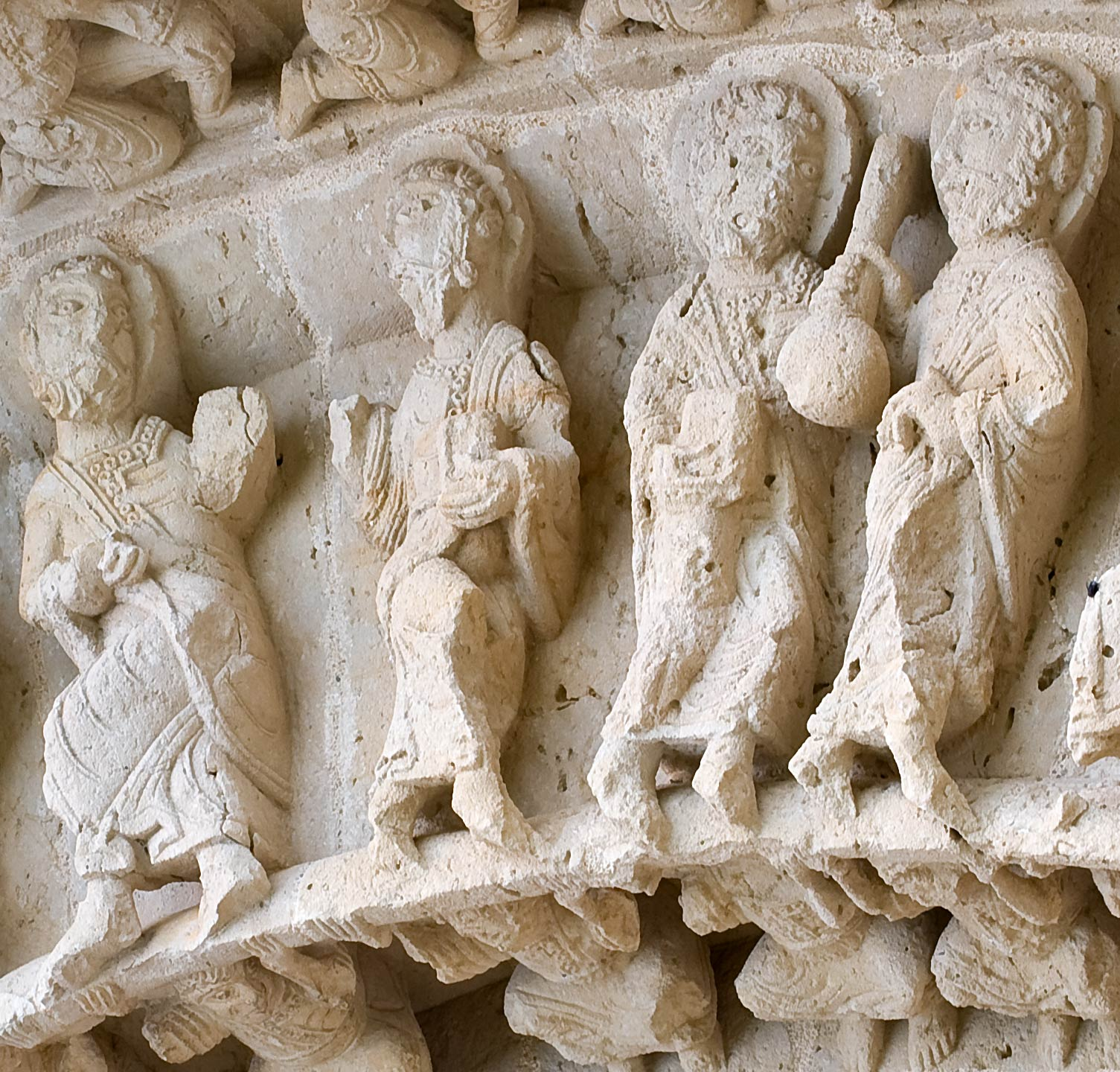
Apôtres et prophètes, seconde voussure du portail sud (no 1 sur le plan).
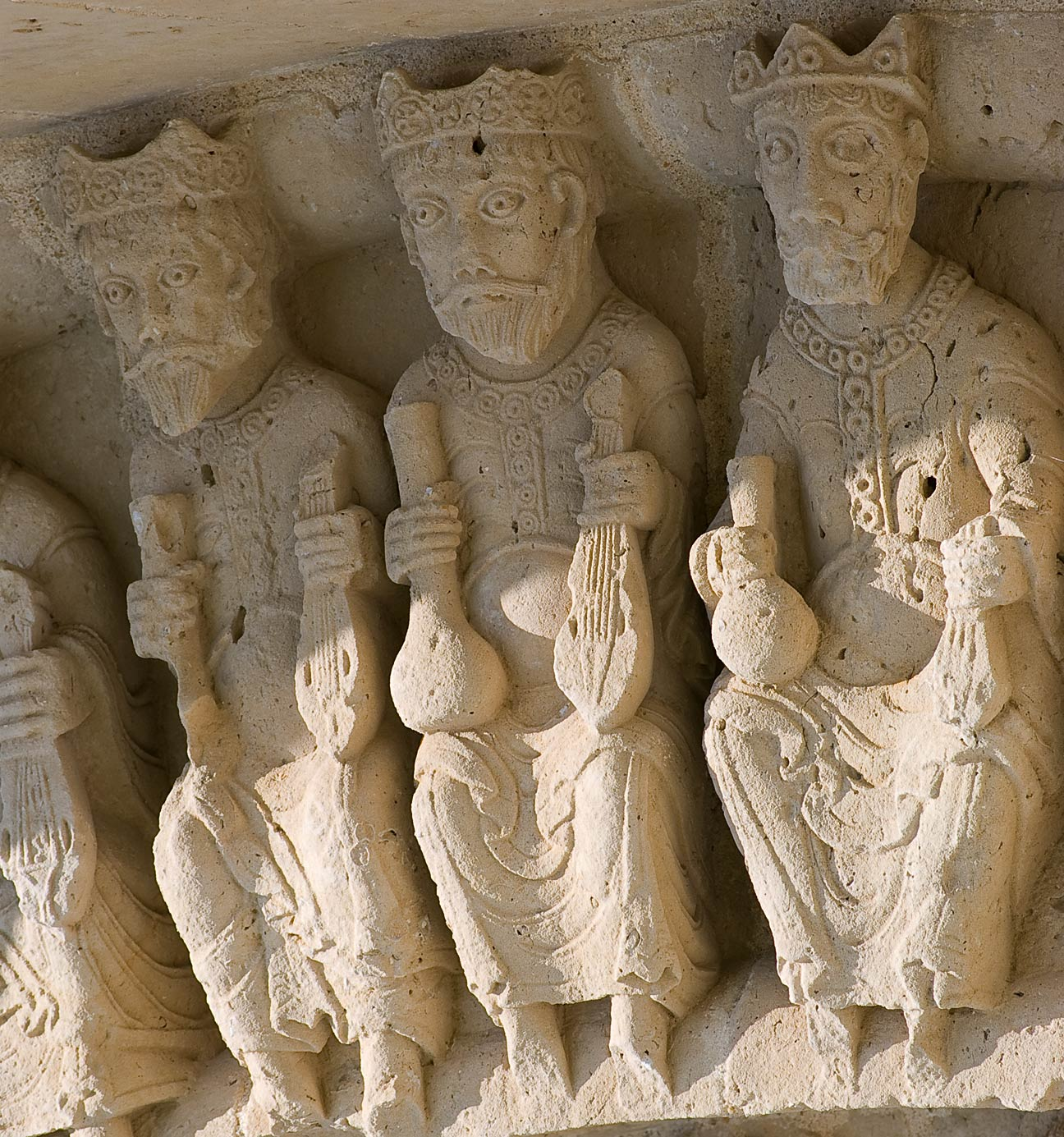
Quelques vieillards de l'Apocalypse, troisième voussure portail sud (no 1 sur le plan).
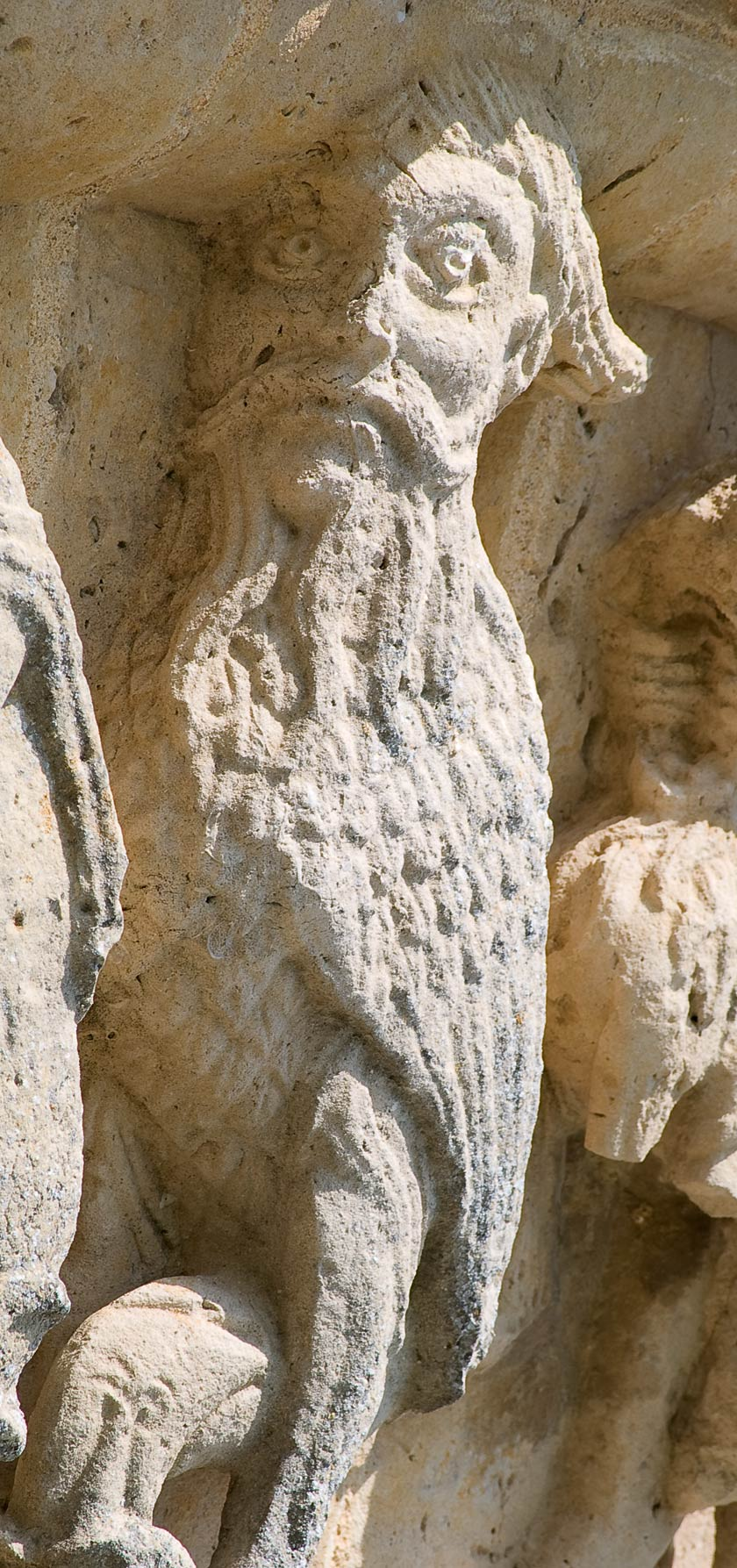
Sirène oiseau, quatrième voussure du portail sud (n o1 sur le plan).

En remontant, sur la seconde voussure, vingt-quatre personnages, tous nimbés, debout, qui se font face deux à deux, ils tiennent un livre à la main ou une fiole, ils semblent affairés, en échange dynamique. On a coutume de les identifier comme les douze apôtres et les douze grands prophètes d'Israël. C'est ici le temps de la parole, de l'histoire des hommes, de la Révélation à l'œuvre.
La troisième voussure présente trente et une fois répétée – mais toujours différemment – un homme assis, couronné, au visage âgé, barbu, tenant d'une main une fiole, de l'autre un instrument de musique, dont le regard semble porter au loin, dans une attitude hiératique. Ce sont sans ambiguïté les vieillards de l'Apocalypse, même si le texte n'en mentionne que vingt-quatre, dans une attitude d'adoration, au cœur de l'éternité céleste.
Le monde premier, tel qu'il nous est donné, puis le temps de la parole et de l'histoire, puis enfin l'éternité : ces trois voussures sont reliées entre elles par de petits personnages, des atlantes, sculptés à l'intrados des arcs, qui portent les claveaux supérieurs et font « interface » entre les voussures.
En revanche, la dernière voussure, la plus haute, n'est pas reliée aux précédentes, l'intrados est lisse. Cette voussure, qui est la plus proche du monde extérieur et enveloppe en quelque sorte le message théologique, porte sur trente-six claveaux un des plus remarquables bestiaires romans, défilé de monstres, miroir des désirs, des violences et des passions humaines. Cette humanité qui vit ses propres pulsions semble aussi conviée au passage de la porte. Ce bestiaire est inspiré du Physiologus, un très ancien manuscrit compilé à Alexandrie sans doute au IIe siècle, maintes fois traduit et copié. À l'époque du christianisme naissant, le Physiologus puise dans les cultures de l'Orient, il dresse un catalogue d'animaux fantastiques (sirène, griffon, centaure, cyclope, chimère, charadrius...), leur donne des attributs maléfiques et vertueux.
On retrouve ces figures ici, dans une extraordinaire vitalité : si cette sculpture reste très liée à son support de pierre et à la forme architecturale, elle atteint une intensité dans l'expression que les quelques exemples visuels montrés ici permettent d'apprécier.
Enfin, ce portail est à dominante masculine : prophètes, apôtres, vieillards. Et qu'il n'y a pas ici de représentation divine : les vieillards en adoration regardent vers l'espace au-devant d'eux, vers celui qui va franchir la porte. C'est une vision radicalement différente de celle montrée par exemple au tympan de Moissac, où tous les regards des vieillards convergent vers la grande figure centrale du Christ en gloire, au centre du tympan.

#### Modillons et partie haute

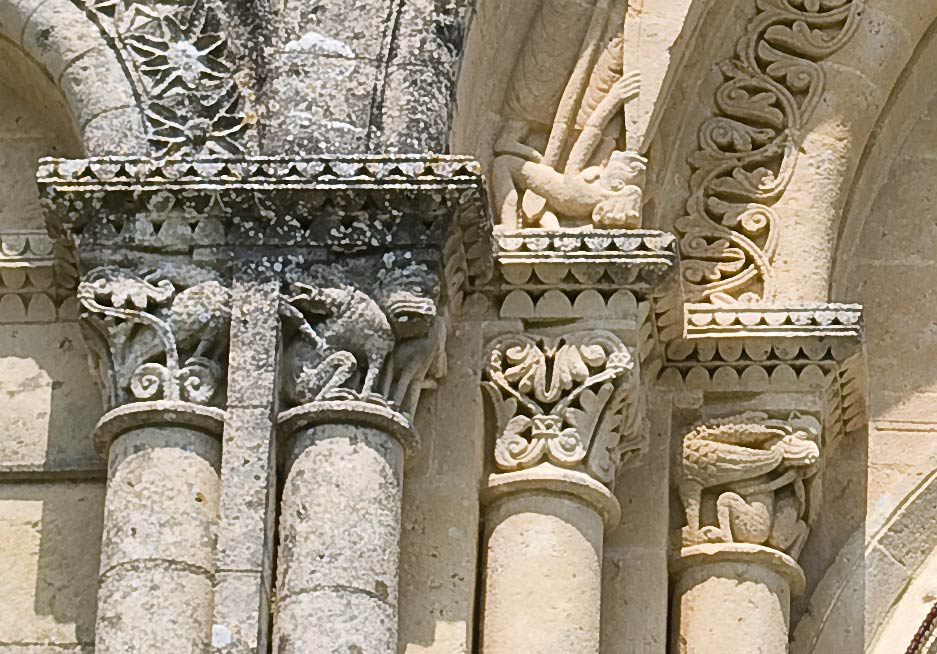
Chapiteaux et base des arcs, côté ouest façade du transept
(no 1 sur le plan).

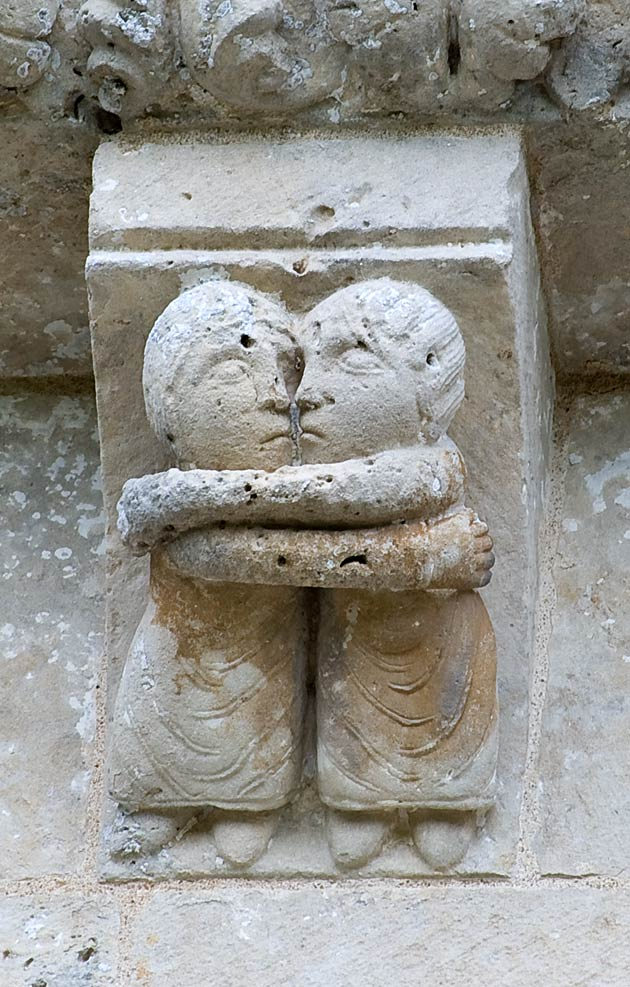
Couple d'amoureux, modillon façade du transept
(no 1 sur le plan).

Des modillons ponctuent la corniche qui sépare la partie basse de la façade du transept et la partie haute. Comme à l'abside, les figures distillent comme des instantanés de vie ou d'imaginaire : deux amoureux s'étreignent, un chevalier est concentré derrière son bouclier, un monstre finit de dévorer un personnage dont les jambes pendent encore de sa gueule...
L'étage supérieur est d'une autre main. Ce qui domine ici, sur les chapiteaux, sur la voussure intérieure de l'arc central et sur les arcs latéraux, c'est un décor à base de végétal où l'inspiration antique est bien présente. Toutefois, à la seconde voussure de l'arc central, quatre grandes figures s'allongent sur plusieurs claveaux : ce sont des vertus qui s'abritent derrière de longs boucliers. Chacune tient une lance à la main, avec laquelle elle transperce un monstre à ses pieds. C'est la première version d'un combat des vices et des vertus, qui sera reprise et amplifiée au portail ouest. C'est aussi le premier essai à Aulnay, par le second atelier d'imagiers, de plus grandes figures.
L'examen attentif de ces silhouettes révèle toutefois une utilisation un peu sommaire de l'arête de l'arc, qui masque les corps. Ces grandes figures auront un autre degré d'accomplissement à la façade occidentale.

### Intérieur
Entrer par le portail sud permet de suivre l'évolution de la sculpture, puisque les chapiteaux de la croisée du transept et des absidioles ont été réalisés par la première équipe, alors que ceux de la nef relèvent de la seconde. Si la qualité est comparable, le style et la « vision » qu'ils révèlent sont bien différents. Ce qui frappe dès qu'on entre dans l'édifice, c'est le passage de la lumière à l'ombre que la sculpture accompagne à sa manière. À l'extérieur, la sculpture semble partout, elle fait profusion, elle magnifie les formes architecturales. À l'intérieur, elle est concentrée sur les chapiteaux, donnant à ces images plus isolées dans la vaste nudité de l'espace architectural une force particulière.

#### Transept et absidioles

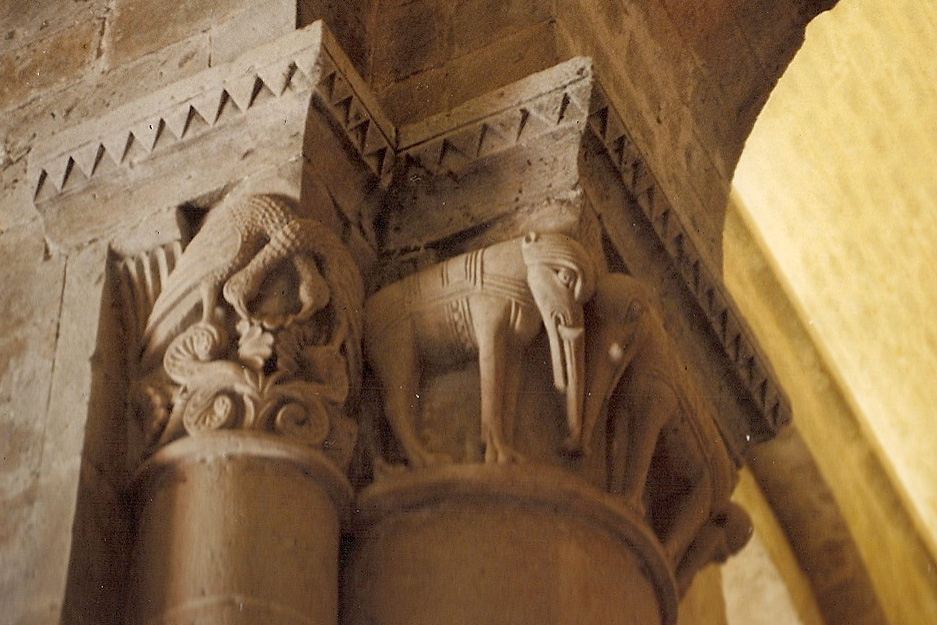
Les éléphants, chapiteau sud-est entrée du bas-côté sud
(no 7 sur le plan).

La croisée du transept est au plan symbolique un emplacement crucial, qui fait le passage vers la coupole céleste. À la base des quatre pendentifs, un tétramorphe rappelle le rôle de la parole évangélique pour atteindre le ciel. Mais les chapiteaux montrent aussi des images « fortes ». Le griffon par exemple, au sud-ouest de la croisée, qui est un corps de lion et une tête d'aigle, évoque la maîtrise de la terre et du ciel et fut. Emblème de royauté dans les pays d'Orient, il est en lien ici avec la double nature du Christ, céleste et terrestre.
D'autres scènes sont plus explicitement religieuses : le meurtre d'Abel par Caïn, Adam, Ève et le serpent dans la scène du Péché originel de la Genèse, ou bien la trahison de Dalila, faisant couper les cheveux de Samson durant son sommeil. L'imagier a gravé sur le tailloir « Samsonem vincit coma vncs crine mo » (« elle attache Samson avec ses cheveux, lié par sa chevelure, il s'épuise »). D'autres inscriptions désignent la scène, comme pour le fameux chapiteau des éléphants : « Hi(c) sunt elephantes » (« Ici, ce sont des éléphants »).

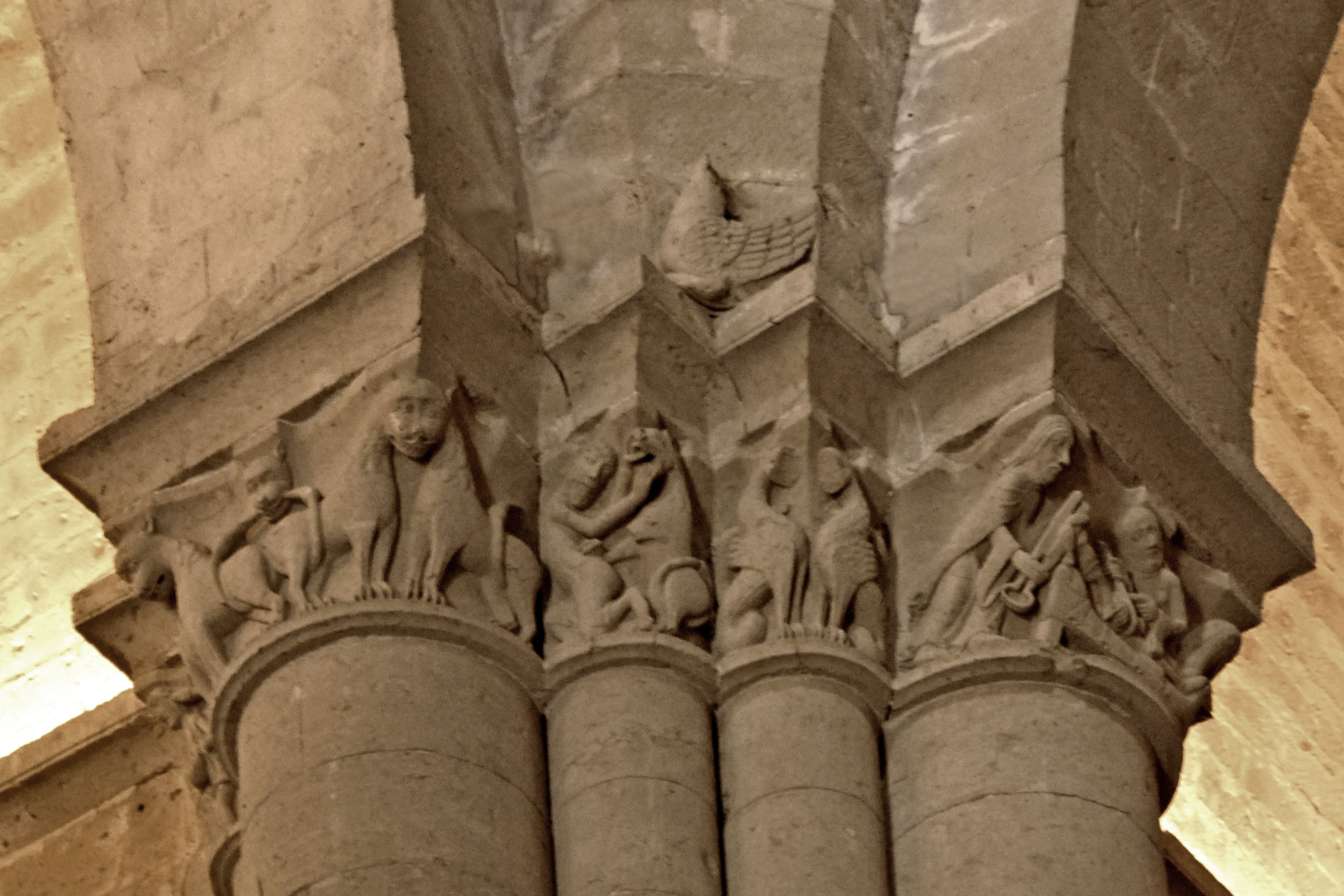
À gauche : lions, au centre : Samson combattant le lion de Timna, à droite : Dalila faisant couper les cheveux de Samson
(no 8 sur le plan).

Les représentations de ces pachydermes se retrouvent notamment à Surgères, à Saint-Jean de Montierneuf à Poitiers et aussi dans le décor de l'église Saint-Nicolas de Civray. On trouve aussi, au sud-est, une exceptionnelle allégorie de la violence : agenouillés sur l'astragale du chapiteau, des personnages, côte à côte, qui semblent consentants, sont en train d'être dévorés par des monstres dont on ne voit que la face.
Les chapiteaux qui couronnent les colonnettes des absidioles nord et sud sont aussi ouvragés. Au nord, la scène, courante dans l'iconographie médiévale et sur les églises romanes de la région, où saint Georges combat le dragon pour sauver la princesse de Silène en Libye est remarquable.
Toutes ces images sont de la même veine que celles du portail sud et du chevet, mais les grands chapiteaux de la croisée laissent au sculpteur un ample espace d'expression : la plastique des silhouettes s'affine et surtout la présence des regards fascine, alors même que le trait garde une épure minimale.
L'église conserve dans le croisillon sud une statue représentant l'apôtre Pierre sur le trône pontifical datant du XVe siècle. Haute de 1 mètre 50, elle présente le patron de l'église en habits médiévaux, drapé d'une chape et coiffé de la tiare.

#### Nef

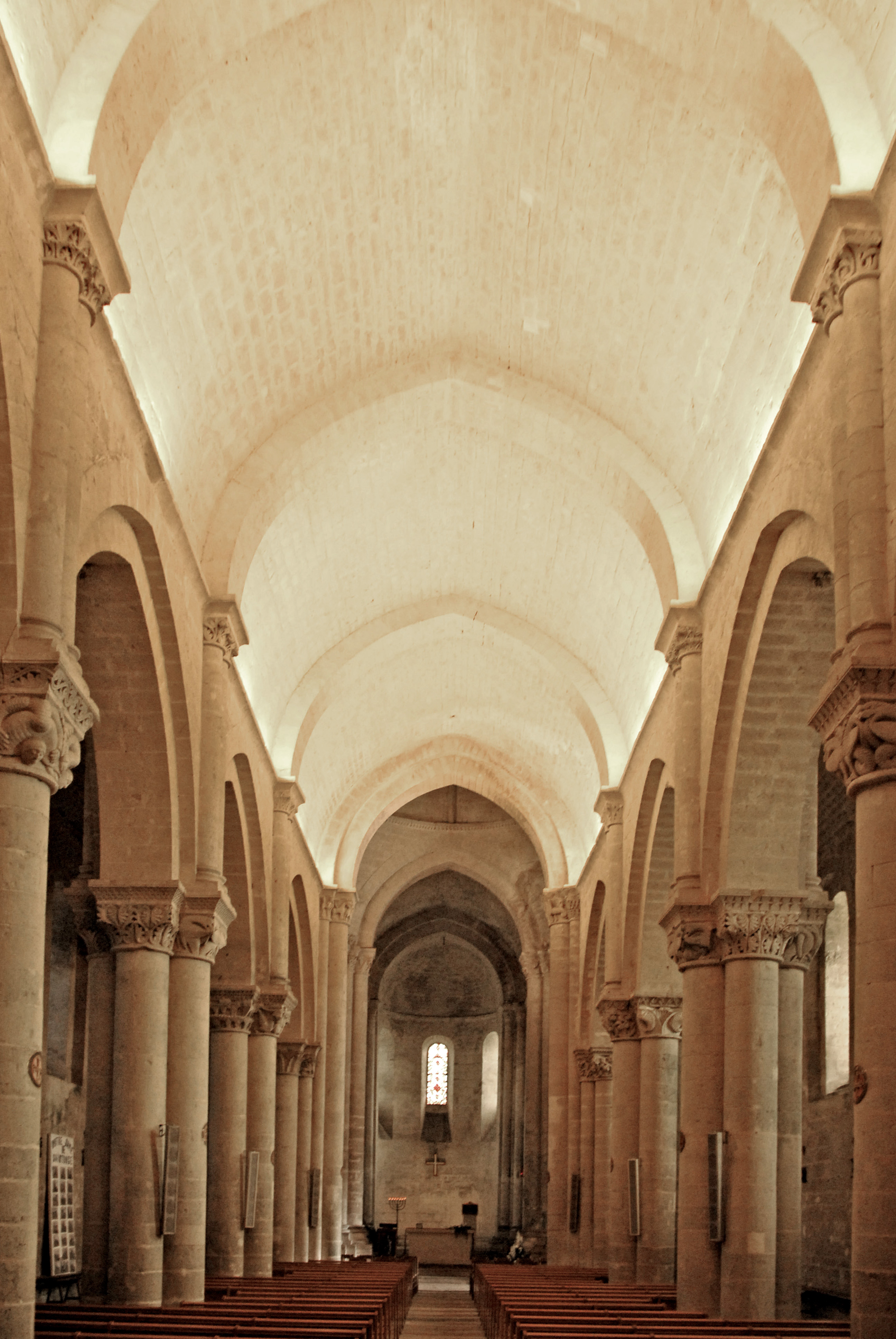
Vue intérieure de la nef
(no 2 sur le plan).

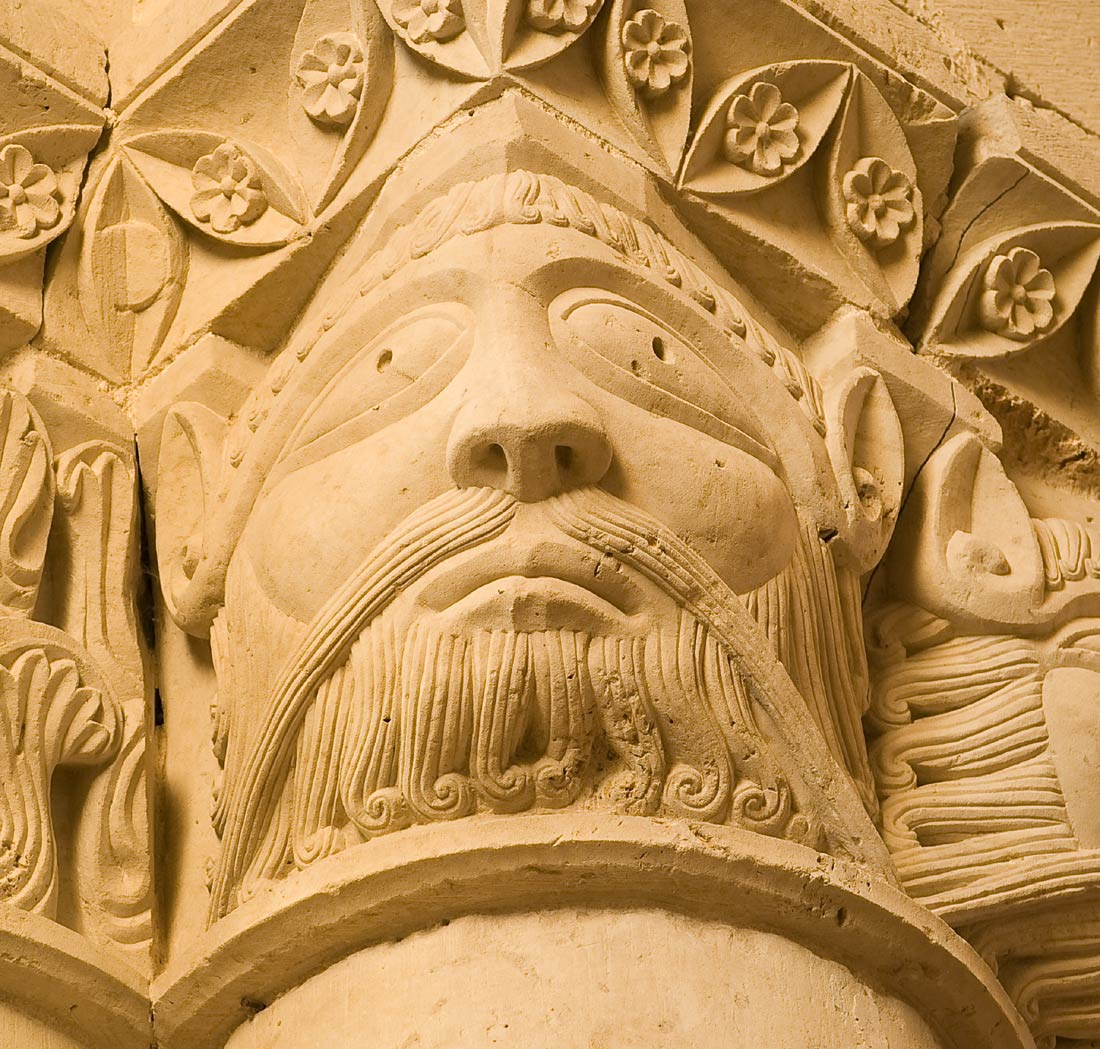
Un grand masque, chapiteau de la nef côté sud
(no 10 sur le plan).

En allant vers l'ouest, les travées de la nef sont délimitées par de puissantes piles cruciformes de colonnes, qui portent toutes des chapiteaux sculptés, à l'articulation avec les arcades. Plus de trente chapiteaux rythment ainsi l'espace de la nef. Deux caractéristiques principales en émergent, qui déclinent le talent de la seconde équipe d'imagiers.
La première est la prépondérance d'un décor végétal, où se retrouvent des éléments « antiques » bien connus, la palmette et la feuille d'acanthe. Mais la combinaison des motifs, le travail fouillé du relief, l'adjonction d'un décor géométrique sur certains tailloirs (demi-besants, triangles creusés, dents de scie...) donnent à ces chapiteaux une présence singulière. Le style est particulièrement cohérent, avec un souci affirmé de rigueur, de mise en ordre, une grande densité dans les tiges et les courbes végétales qui épousent avec soin l'ensemble du chapiteau.

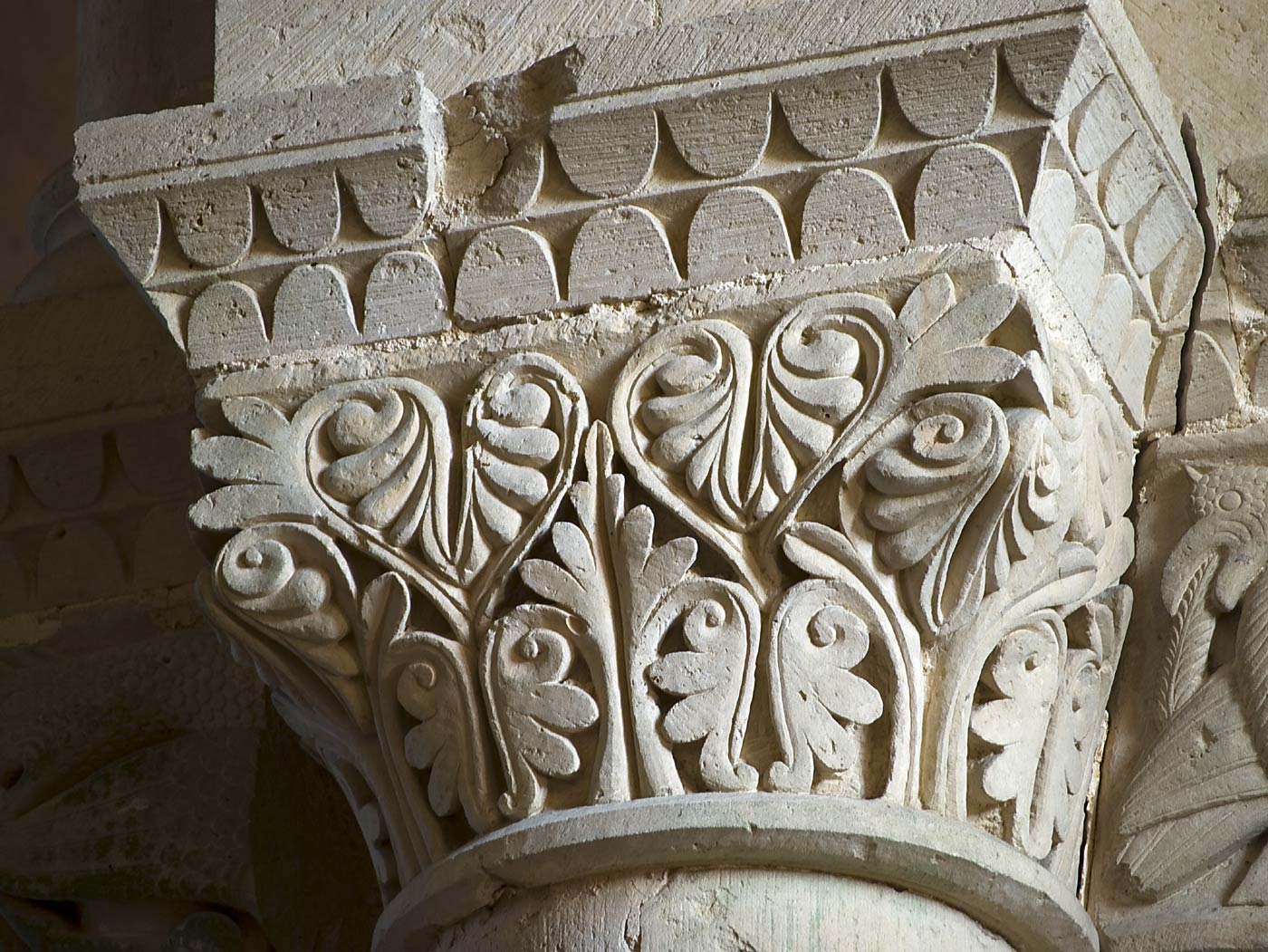
Chapiteau 3e pilier sud de la nef
(no 11 sur le plan).

Le second talent de cette équipe est de donner aux figures une nouvelle forme de présence. En plus du décor végétal en effet, elle sculpte des animaux affrontés (dragons, oiseaux...), des contorsionnistes et surtout de grands masques, visages proéminents à la barbe fournie, aux yeux effilés en amande (côté sud de la nef). Ces visages et ces corps apparaissent dans l'espace avec une grande densité, beaucoup de matière, comme s'ils étaient presque libérés de leur cadre architectural. Le sculpteur obtient cet effet par un travail très fin sur la symétrie, sur la concentration des formes. La rigueur de l'approche donne à l'image une nouvelle dimension, elle ne semble plus construite sur son support de pierre comme le travail du premier atelier, elle est emplie dans son propre volume de pierre.
Au troisième pilier côté sud, deux chapiteaux à grands masques sont juste épannelés. La raison pour laquelle ils ne sont pas terminés reste inconnue mais ces ébauches sont comme des traces touchantes des efforts des sculpteurs.
Succédant à l'exubérance solaire du portail sud, le parcours dans la pénombre de la nef, avec une sculpture qui tend à l'épure, porte à la rigueur.

### Façade ouest

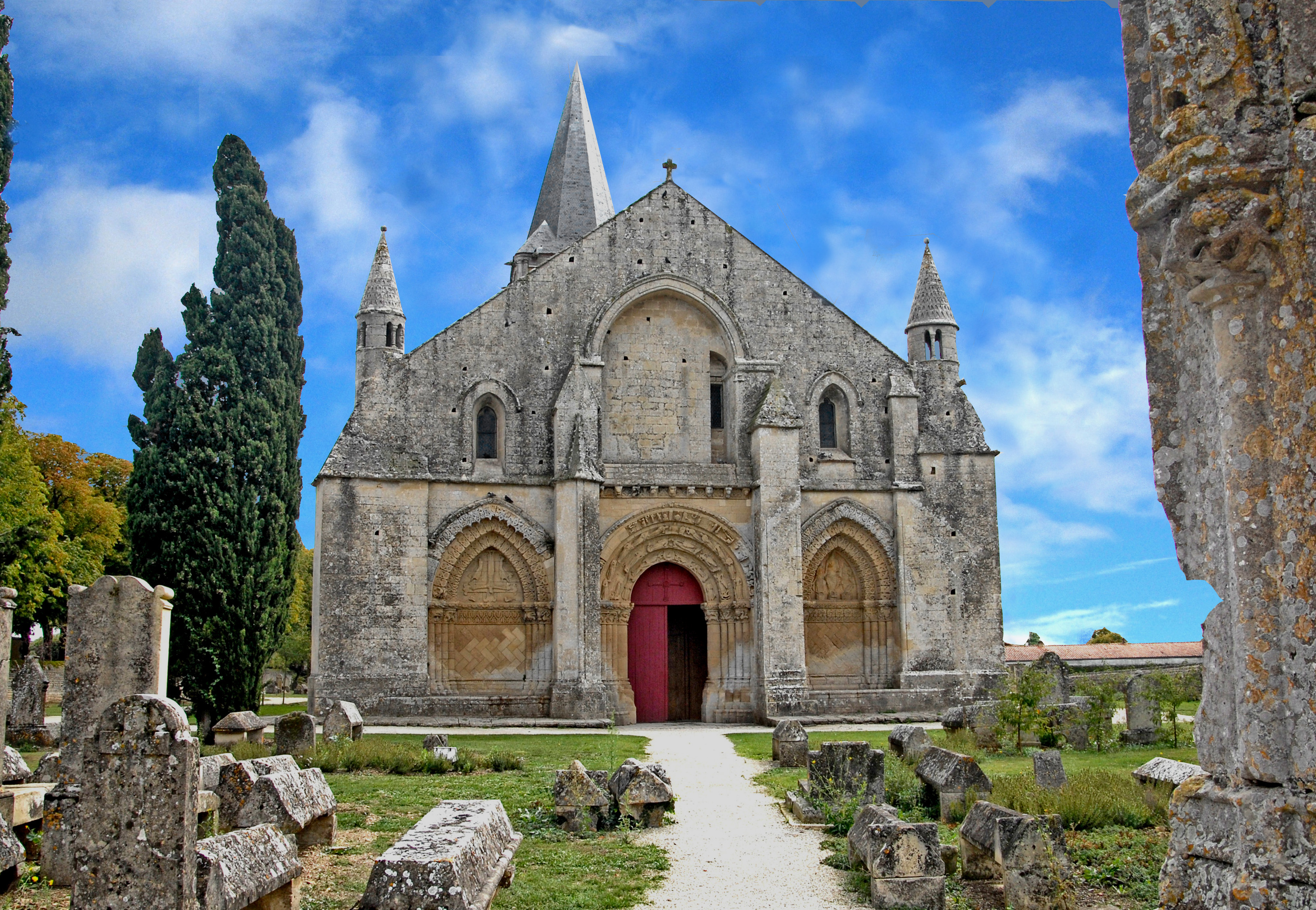
La façade ouest
(no 14 sur le plan).

Quand on retrouve la lumière en sortant par le portail ouest, le contraste est saisissant, mais on comprend vite en quoi le second atelier faisait transition, préparait en quelque sorte l'accomplissement qu'on a sous les yeux : plus déliés que dans la nef, plus amples, les motifs s'allient ici vraiment aux images, et ces images sont devenues plus grandes, plus humaines.
La partie haute de cette façade ouest a été vraisemblablement bien remaniée au cours du temps. Si la forme générale du pignon est originelle, la grande baie centrale a été en grande partie murée : elle accueillait jusqu'en 1792 une statue équestre de l'empereur Constantin, mise à bas par décision des autorités révolutionnaires. Il reste d'ailleurs à l'intérieur de l'église, à l'entrée du bas-côté nord, un fragment de l'encolure du cheval qui donne une idée de la dimension de cette statue.
De chaque côté de la grande arcade, deux petites baies en arc brisé ne semblent pas correspondre par leur taille à un équilibre d'origine des formes. Et la quasi-absence de décor sculpté de cette partie haute témoigne bien aussi d'un profond bouleversement, sans doute au XVe siècle (Cf. Les évolutions ci-dessous).
Au sud et au nord, à la base du pignon, les deux lanternons datent du XIIe siècle. On y accédait par deux étroits escaliers à vis creusés dans le mur. Ils sont ajourés de trois baies doubles avec une colonnette centrale. On pouvait y installer un fanal. Leur petite flèche conique, ornée d'écailles en dents de scie, est élégante.

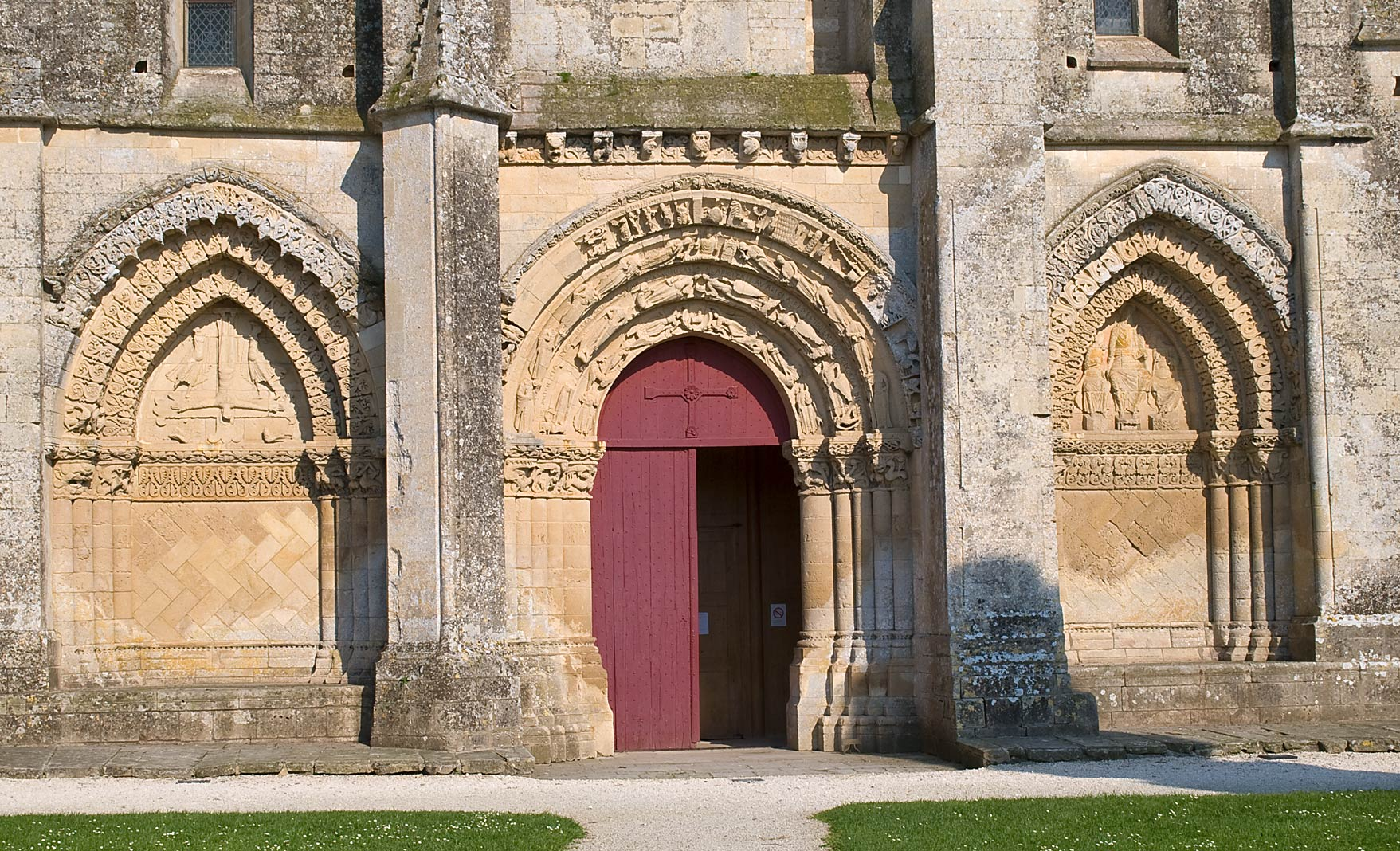
La façade ouest, étage inférieur
(no 14 sur le plan).

L'étage inférieur de la façade contraste fortement avec la nudité de la partie haute. Un portail à quatre larges voussures occupe toute la partie centrale. Il est flanqué de chaque côté de deux baies aveugles en arc brisé, dotées de trois voussures. Un faux tympan sculpté occupe la part supérieure.
Ce dispositif à « trois arches » rappelle celui de l'arc de triomphe des Romains, dont il est vraisemblablement inspiré. Très fréquente en Poitou, Saintonge et Angoumois, cette structure de façade a puisé peut-être plus directement dans des sources carolingiennes, Charlemagne ayant contribué à faire renaître l'architecture antique. Et symboliquement d'une certaine manière, cette façade dit un triomphe, celui de la vie éternelle : à gauche, on montre la mort de l'homme, à droite la félicité éternelle qu'on peut atteindre en suivant le message religieux détaillé au portail central en images et – franchissant ce portail – en passant du monde profane au monde divin.
La limite entre parties basse et haute de la façade est matérialisée par un entablement horizontal. Au-dessus du portail central, s'y succèdent neuf modillons, séparés par des métopes aux motifs géométriques : masques grotesques, un chien ou un loup menaçant et tout à droite un visage de femme énigmatique.

#### Baies aveugles

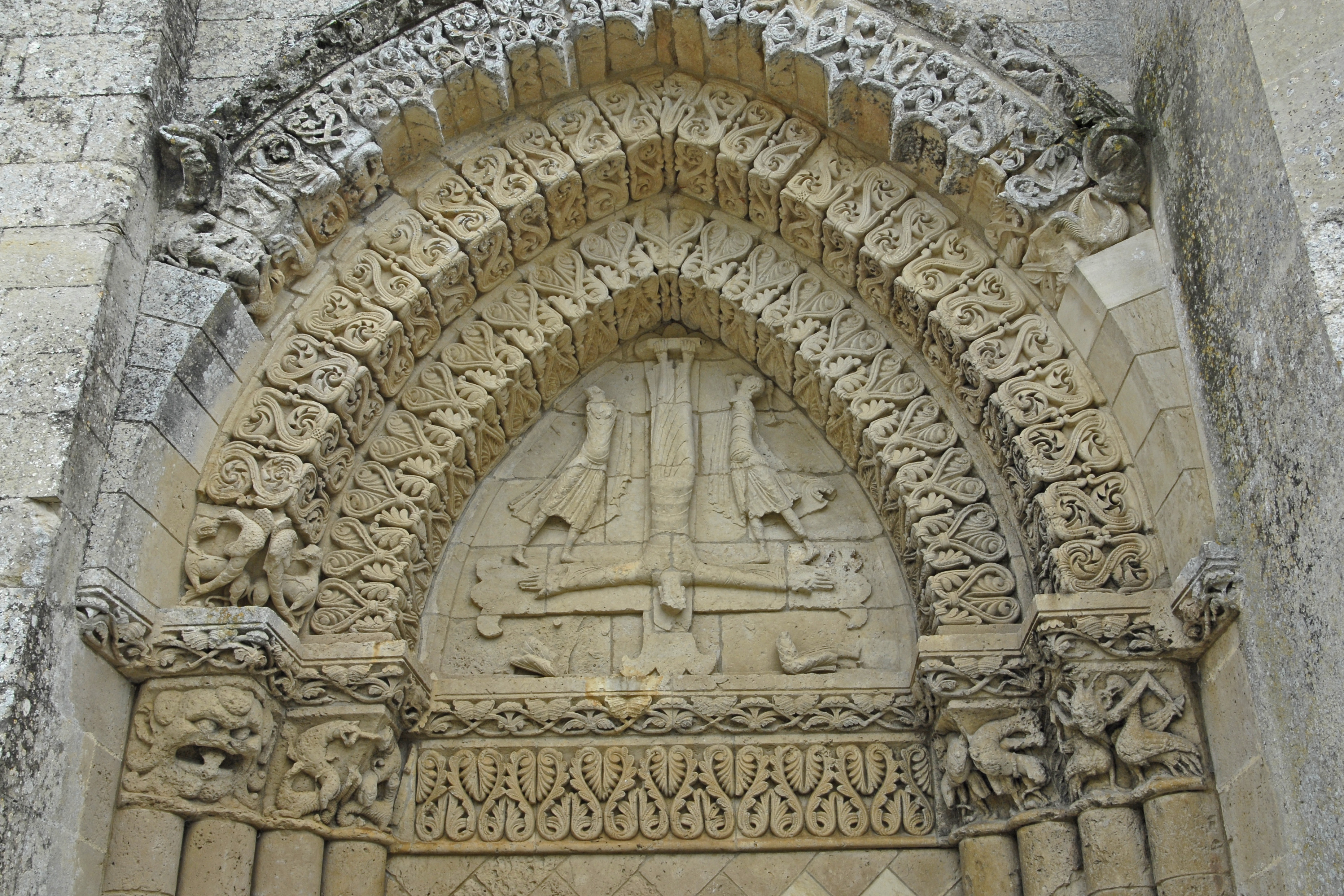
La crucifixion de saint Pierre, baie aveugle nord
(no 12 sur le plan).

À gauche, la baie aveugle nord montre un homme crucifié tête en bas. C'est l'apôtre Pierre, le patron de l'église, qui a voulu selon la Tradition, être martyrisé ainsi.
La figure occupe tout le faux tympan. Contrairement aux sculptures antérieures d'Aulnay, elle occupe un vaste espace et la scène est sculptée sur plusieurs pierres. On y voit deux bourreaux avec leur marteau qui s'affairent à enfoncer les clous aux pieds. Les silhouettes, comme les vêtements qui semblent voler au vent, sont remarquables de fluidité. Et même si la tunique de Pierre, au mépris de la pesanteur, reste collée à son corps tête en bas, on sent bien ici le souci de composer une image, d'affirmer les corps, de les agrandir.

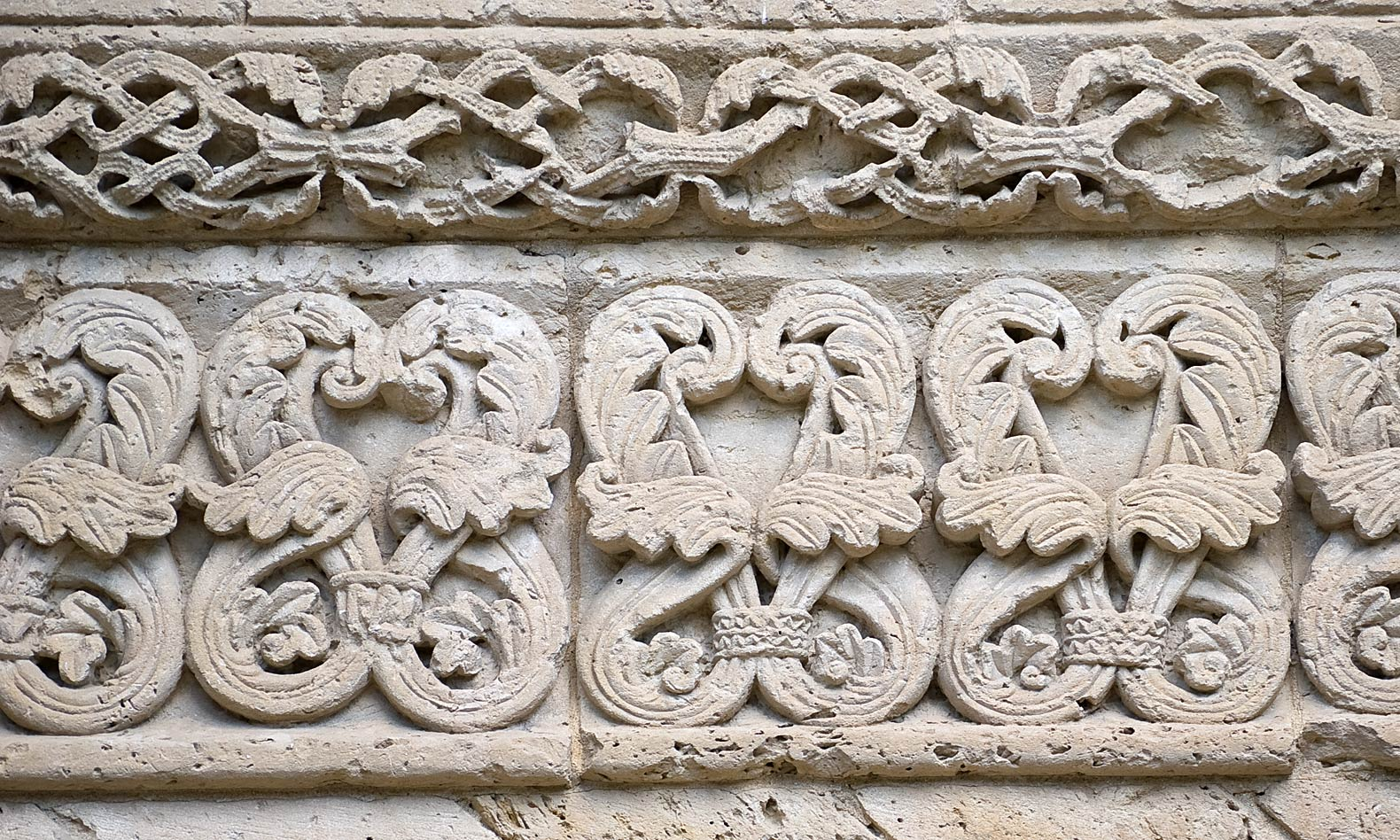
Motifs de la baie aveugle sud
(no 13 sur le plan).

Qui plus est, cette image est magnifiée par un « écrin » de motifs qui l'entourent, sur les voussures et une frise basse. Ces motifs, qui jouent des symétries, des rotations, des translations, se fondent sur des tiges végétales en forme de S et sur des palmettes. Ils sont d'une extrême souplesse et d'une grande virtuosité. Leur facture s'écarte des sculptures végétales de la nef, ce qui a conduit à penser qu'ils étaient l'œuvre du troisième atelier, et peut-être d'imagiers spécialisés dans l'ornementation.
Au sud, trois personnages occupent le faux tympan, grandes silhouettes également, tous trois assis, de face. Le personnage central – le plus grand, donc le plus important dans le code de l'image médiévale – porte un nimbe crucifère, ses pieds reposent sur un scabellum, petit escabeau insigne à Byzance de royauté, et c'est évidemment le Christ. À ses côtés, vraisemblablement les apôtres Pierre et Paul. Il reste des traces de polychromie par endroits (ocre et rouge), indiquant que l'ensemble devait être entièrement peint afin d'accentuer le relief des sculptures.
Tout comme au nord, la scène est enveloppée de trois voussures et d'une frise, toutes ornées de motifs. C'est la même approche de décoration, même si les motifs sont différents.
Les voussures des arcs de ces baies reposent sur deux chapiteaux qui coiffent chacun deux colonnettes. Parmi les sujets de ces chapiteaux, une face monstrueuse au nord, inspiré de l'Orient, et au sud une femme entourée de serpents.

#### Portail ouest

Le bélier, les gémeaux, scène de fenaison et le lion
(no 14 sur le plan).

Comme au sud, ce portail est construit – dans le rétrécissement des voussures et des colonnes – pour conduire le corps à franchir le seuil. Et le message théologique ici, d'une grande clarté, accentue cette volonté de persuasion. Plus logiquement qu'au sud, on le lit de haut en bas, du monde extérieur vers l'entrée dans l'église.
La voussure extérieure montre les travaux des champs tout au long des saisons, mêlés au signe du zodiaque. De gauche à droite, d'une base de l'arc à l'autre, une suite de saynètes se succèdent. Un homme assis sous un abri avec au-dessus deux poissons tête-bêche. Plus avant dans la saison, un jeune homme au sein de feuillages, avec à ses côtés le bélier – l'imagier a gravé son nom latin ARIES sur le claveau. Puis des hommes à la fenaison, puis le lion, le crabe du cancer (les deux signes ont sans doute été inversés lors d'une restauration). Puis les moissons, les battages, le signe de la Vierge, puis la Balance et les vendanges... jusqu'aux bêtes à l'étable en novembre et l'homme à table en décembre (à la pierre bien dégradée). D'autres inscriptions authentifient les signes ou les mois.
Même si certaines figures manquent, les scènes présentes, sculptées pour la plupart claveau à claveau un peu comme au portail sud, sont d'une rare finesse de sculpture, avec un souci étonnant de la gestuelle et du détail. Le but recherché n'est pas, ici, de faire une sculpture rayonnante, dans le sens du claveau, mais que l'objectif premier est de rendre visible au mieux les scènes pour celui qui passe. Ainsi, à la base de chaque côté, la scène est proposée dans le sens de la vision.
Le message transmis est celui du travail de la terre au long des saisons, en suivant cette grande roue du temps symbolisé par l'arc lui-même et les signes du zodiaque.

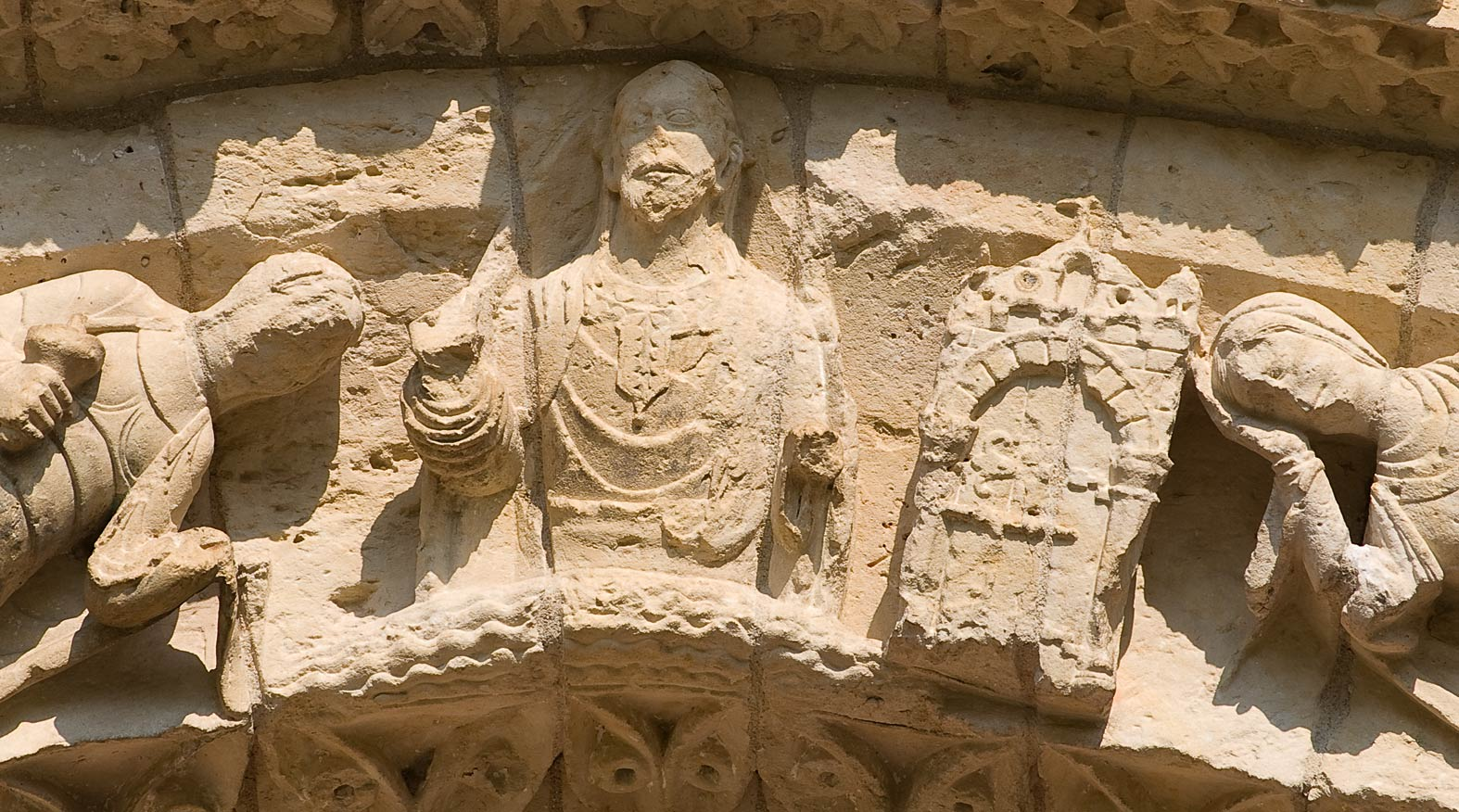
Vierge sage, Christ-époux, porte fermée, vierge folle, 3e voussure du portail ouest
(no 14 sur le plan).

La troisième voussure au-dessous relate en image l'histoire des vierges, telle que décrite dans l'évangile de Matthieu. Au centre, le buste d'un personnage – le Christ époux, dont la main droite, aujourd'hui mutilée, bénissait sans doute à l'origine les cinq jeunes femmes qu'on voit à sa droite. Ce sont les vierges sages, elles tiennent leur lampe à huile levée contre leur poitrine. De l'autre côté du marié, une grande porte, barrée par un verrou : les vierges folles, qui sont de l'autre côté, n'entreront pas à la noce. Elles n'avaient pas de réserve d'huile, elles n'ont pas su gérer leurs ressources, leurs lampes sont retournées.
Le génie de l'imagier ici est double. D'une part, il invente de grands corps de femmes, il les extrait de la pierre, ce sont de nouvelles images, fluides, qui semblent flotter dans l'air. Et d'autre part, le bonheur des vierges sages – leurs corps gonflés, élancés – contraste subtilement avec le désespoir des vierges folles – gestes de désarroi, silhouettes désemparées...
Ce que dit cette voussure est bien sûr de prévoir, d'anticiper, d'être en veille dans la vie qui va.

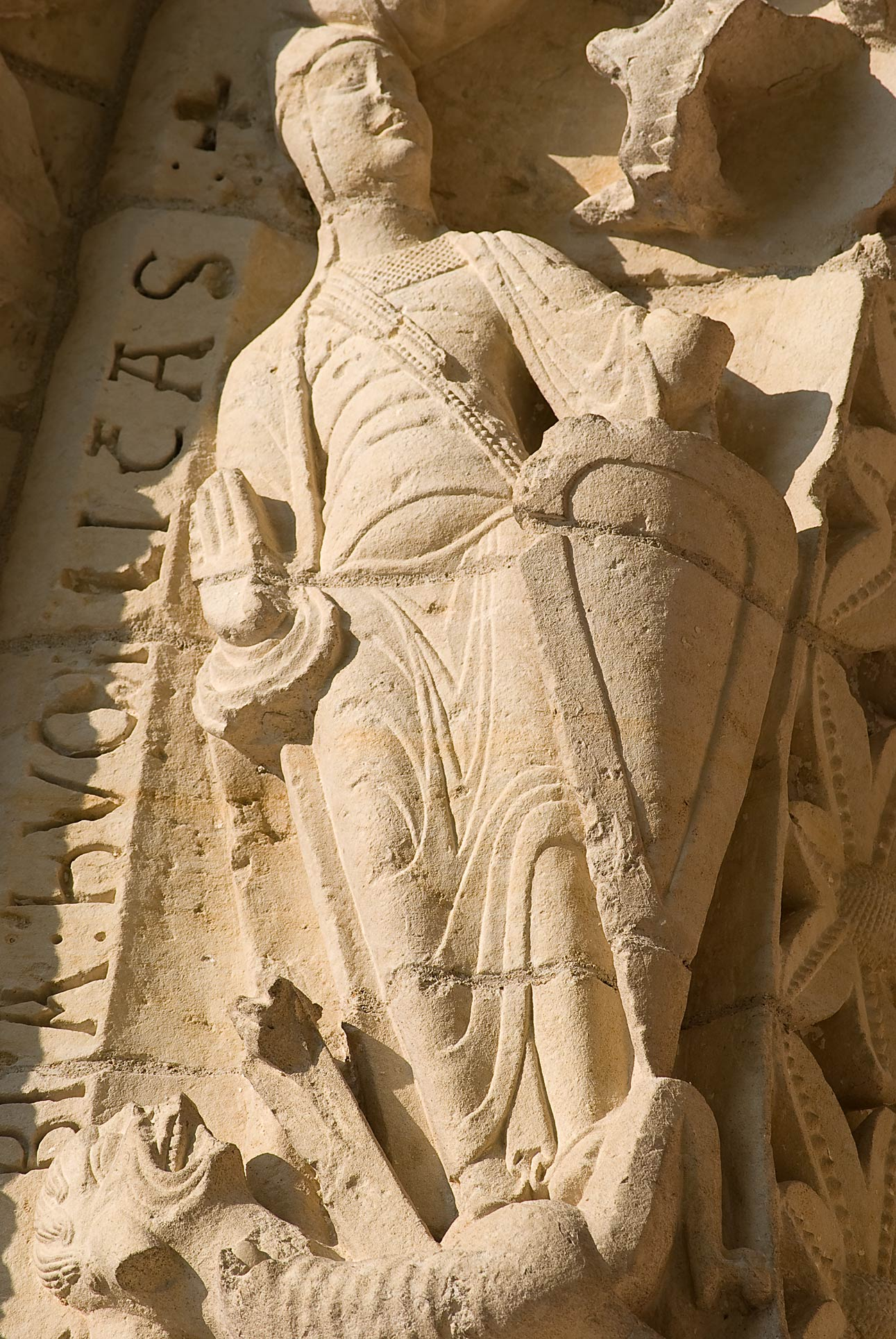
L'Humilité et la Superbe, seconde voussure du portail ouest
(N no 14 sur le plan).

La seconde voussure fait aussi référence à un texte, écrit au Ve siècle par un poète catalan nommé Prudence. Sa Psychomachie, littéralement « la bataille de l'âme », met en scène sous forme allégorique le combat des Vertus contre les Vices
Là aussi, en haut de l'arc et au-dessus d'eux, l'imagier a gravé les noms des personnages qu'il met en scène : IRA PACIENCA (la colère et la patience), LUXURIA CASTITAS (la luxure et la chasteté), SUPERBIA HUMILITAS (l'orgueil et l'humilité), LARGITAS AVARICIA (la générosité et l'avarice), FIDES IDOLATRIA (la foi et l'idolâtrie), CONCORDIA DISCORDIA (la concorde et la discorde).
C'est plutôt une victoire qu'un combat que montre cette voussure. Les vertus sont figurées en guerrières, avec leur grand bouclier tenu le long du corps et une épée qui transperce le monstre hideux à leurs pieds qui représente le vice. Mais l'attitude est sereine, le vêtement élégant dans son ampleur et ses plis travaillés, et le visage empreint d'une grande douceur. Les vices, eux, sont difformes, décharnés, en convulsion, repliés sur eux-mêmes, la gueule ouverte exprimant la douleur et la violence. Le contraste est saisissant avec les vertus.
Comme à la voussure précédente, les figures s'étendent sur plusieurs claveaux, les reliefs sont marqués, les courbes des corps admirables de fluidité. On n'est pas (encore) ici dans une approche réaliste, ces vertus comme les vierges sont imprégnées de transcendance, mais c'est quand même la silhouette humaine qu'on célèbre.
« Travaillez au long des saisons, gérez vos ressources et veillez, triomphez du mal » : les trois voussures précédentes préparent le message de la dernière — « priez, adorez Dieu » — la plus proche du seuil de l'église.
La prière est montrée ici par six anges, trois de chaque côté de l'axe central, où se trouve un agneau pascal pris dans un cercle, symbole pour les chrétiens de la perfection divine. En bas, de chaque côté, les anges sont figurés de face, dans une attitude d'adoration. Au centre, ils portent l'encens, en haut ils soutiennent le cercle divin.

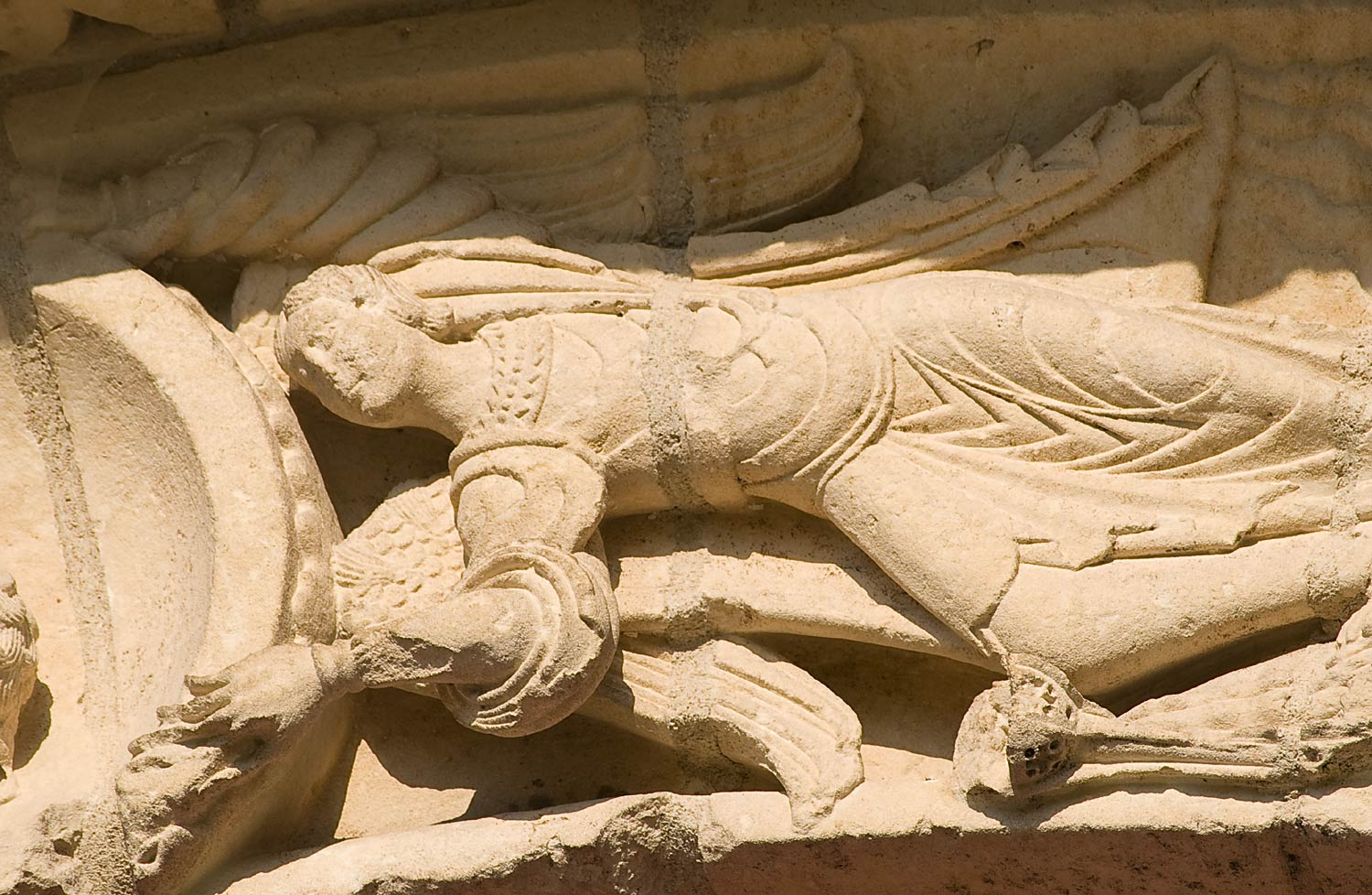
Ange, centre de la 1re voussure du portail ouest
(no 14 sur le plan).

Si les vêtements des anges rappellent ceux des vertus ou des vierges par le travail des plis qui précisent le galbe des corps, d'autres éléments accentuent ici l'impression de légèreté : les ailes déployées au-dessus de l'ange atteignent presque les corolles de nuages sur lesquelles reposent les pieds de l'ange situé au-dessus. Chaque silhouette ainsi se prolonge sur la suivante, donnant à cette voussure une dynamique surprenante.
À ce portail, ce sont les corps féminins qui dominent (vierges, vertus, les anges sont ici très androgynes), contrairement au portail sud. L'axe central est celui du divin, avec notamment en bas l'agneau, au-dessus la couronne que tiennent les vertus, puis le Christ époux lui-même. Du chevet à la façade ouest, des petites figures tributaires de la forme architecturale aux grandes silhouettes qui s'en délient, des monstres du bestiaire et des fantasmes à l'affirmation de l'humanité, on mesure à Aulnay, de manière très lisible, le basculement du regard en cette première moitié du XIIe siècle, qu'on observe aussi ailleurs au même moment, par exemple à la Cathédrale d'Angoulême.

### Évolutions
Si l'ensemble de l'édifice est remarquablement conservé, il a toutefois subi des évolutions et quelques remaniements.

#### Clocher

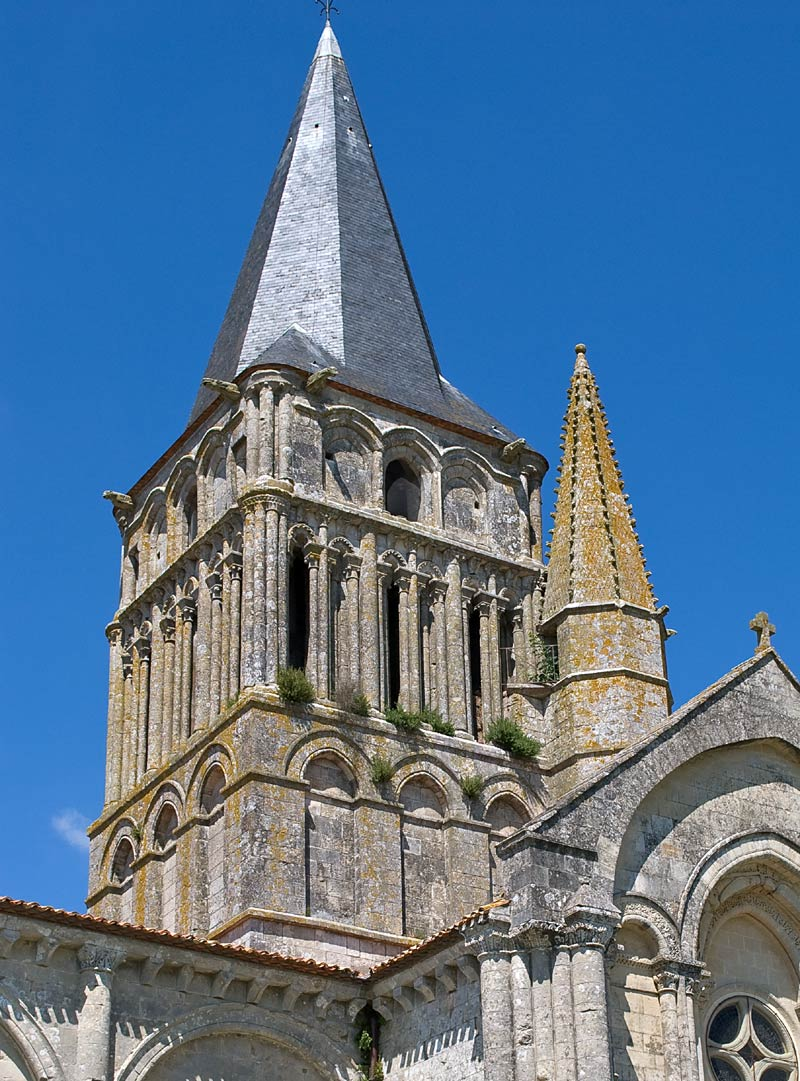
Vue du clocher.

À l'origine, le clocher comportait seulement les deux étages inférieurs qu'on voit encore aujourd'hui. Le premier, qui est au niveau de la coupole intérieure, est décoré sur chaque face de trois arcs aveugles. Au-dessus, où sont placées les cloches, ce sont six baies étroites et ajourées qui décorent chaque face.
Il est vraisemblable qu'au XIIe siècle, un toit à quatre pans, à faible pente, termine simplement le clocher, comme cela se retrouve dans beaucoup d'églises de la région. Mais au XIVe siècle (aucune trace écrite ne certifie cependant la date), on ajoute un troisième étage au clocher, avec deux gargouilles en haut sur chaque face. Par la suite on construit aussi au-dessus une flèche en pierre. Cette flèche, lourde, menacera ruine au milieu du XVIIIe siècle et sera remplacée à cette date par une structure à charpente de bois et couverture d'ardoises, plus légère.

#### Façade ouest

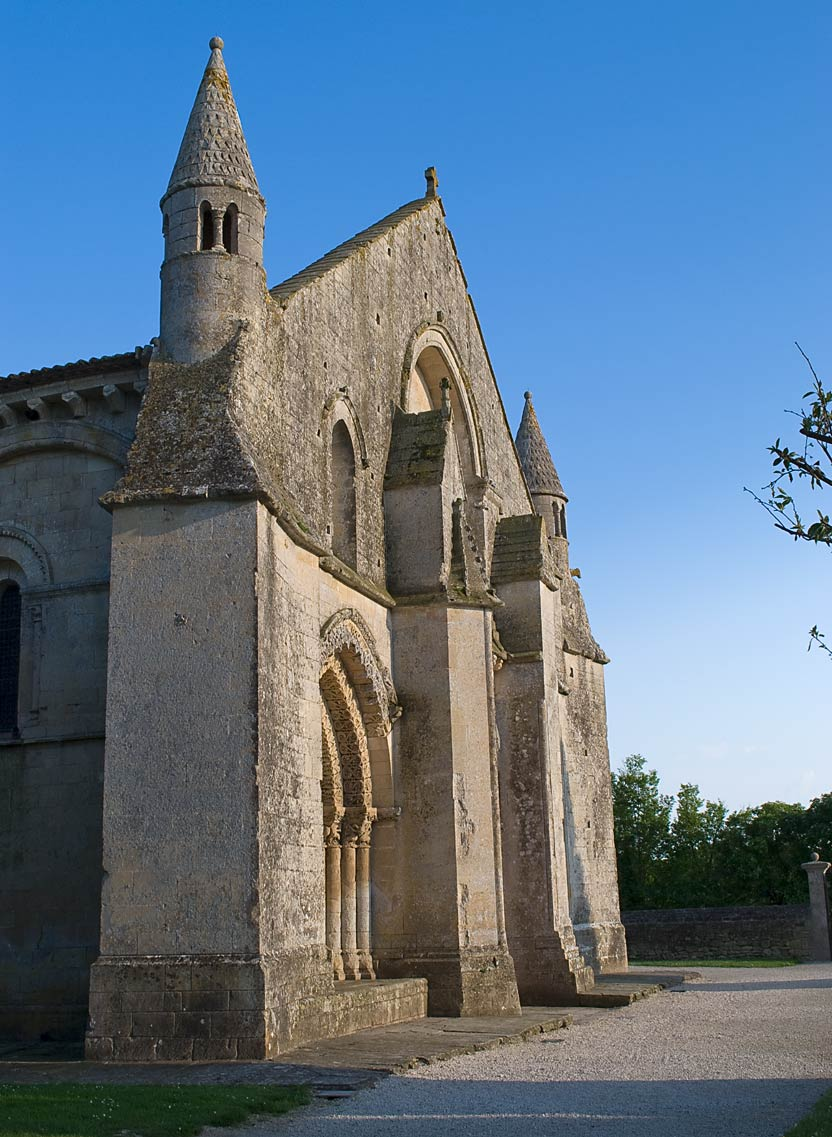
Contreforts de la façade ouest
(no 14 sur le plan).

La flèche de pierre va faire une nette surcharge sur la coupole et la voûte de la nef centrale, avec un effet en chaîne sur la façade ouest. Au XVe siècle, d'importants dégâts surviennent vraisemblablement sur l'étage supérieur de la façade ouest, et il est nécessaire d'intervenir de manière radicale.
On le fait en construisant des contreforts latéraux, de masse imposante, qui noient les faisceaux de colonnes qui au sud et au nord de la façade portaient les lanternons qui émergent des contreforts aujourd'hui, à la manière de la façade de Notre-Dame la Grande de Poitiers. On renforce aussi le mur de façade lui-même, par deux contreforts supplémentaires, différents l'un de l'autre et qui eux cachent la base des arcs du portail et des baies aveugles.

## Sources et rayonnement
La sculpture d'Aulnay – et notamment celle de la façade ouest – va influencer nombre d'édifices de la région, mais les imagiers avaient aussi puisé à plusieurs sources au début du chantier.
Le premier atelier emprunte des sujets mais aussi des formes à la fois en Poitou et en Saintonge, sur des sites édifiés peu avant (de 1090 à 1120 environ). Parmi ceux-ci figurent ainsi Saint-Savinien et le portail sud de Saint-Hilaire de Melle, et aussi les chapiteaux de la croisée du transept de Parthenay le Vieux. Pour la Saintonge, l'édifice majeur antérieur à Aulnay est la basilique Saint-Eutrope, dont les chapiteaux du chœur et de la croisée du transept renouvellent la sculpture romane : certaines filiations sont évidentes, comme les oiseaux dominant et piquetant les lions qu'on retrouve plusieurs fois à Aulnay.
Le rayonnement s'est fait de deux façons. D'abord on retrouve le style même des imagiers d'Aulnay dans des édifices proches ou un peu plus lointains. La parenté de facture est parfois telle qu'on est certain que ce sont les « mêmes mains » : ainsi, le portail de Nuaillé-sur-Boutonne, tout comme les modillons de l'abside de Varaize, comme la sculpture extérieure de l'église voisine de Salles-lès-Aulnay ont été, entre autres, réalisés par le premier atelier. On retrouve le second atelier aussi dans le voisinage, à Saint-Mandé-sur-Brédoire ou Contré par exemple. Et le troisième a visiblement œuvré bien plus loin, dans la réalisation du portail de l'église d'Argenton les Vallées, qui est du même « souffle » que le portail ouest d'Aulnay.
Mais la rupture artistique qu'a constituée la sculpture de la façade ouest a fait rayonner les thèmes traités là, tout autant que le style, vers nombre d'édifices entre Loire et Gironde. On en a recensé plus d'une cinquantaine, sans savoir toujours si Aulnay en est la seule source. Zodiaques, vices et vertus, vierges, anges adorateurs ont ainsi peuplé les portails des terres d'ouest. Parmi ceux-ci figurent les sites de Fenioux, Chadenac, Blasimon, Pont-l'Abbé-d'Arnoult, Corme-Royal. Mais les imagiers ont bien sûr continué de faire évoluer la sculpture, et les exemples les plus tardifs de la période romane, comme Civray, s'approchent de la statuaire gothique.

## Protections

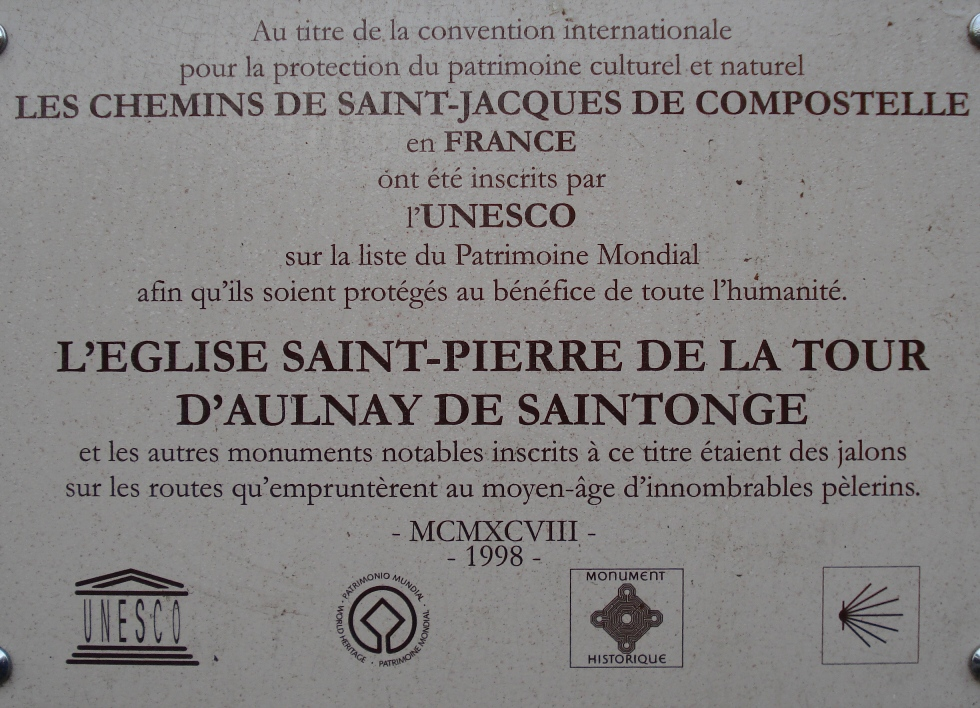
L'église est classée patrimoine mondial de l'humanité depuis 1998

La commission des monuments historiques est créée le 29 septembre 1837 afin d'inventorier les monuments devant bénéficier en priorité d'une protection en raison de leur intérêt patrimonial. Elle fait paraître en 1840 une première liste comprenant plus de mille monuments dont l'état nécessite des travaux d'urgence et qui sont de ce fait classés d'office comme monuments historiques. Parmi ceux-ci figure l'église Saint-Pierre, qui peut dès lors bénéficier des subsides de l'état nécessaires au démarrage d'une campagne de restauration.
Les travaux ont lieu en plusieurs tranches, le chantier principal (restauration du parement de la façade occidentale, du mur nord de la nef et du chevet) étant conduit au cours des années 1854 à 1857 sous la direction de l'architecte Paul Abadie.
Une seconde campagne d'envergure a lieu en 1910 (remplacement d'une partie du parement extérieur du clocher et de la façade occidentale). De 1968 à 1975, une campagne de restauration permet la mise hors d'eau de l'édifice (réfection des charpentes du clocher et reprise de la couverture du toit) et la consolidation du croisillon sud (restauration de la corniche et des sculptures du portail). En 1989, la façade sud est nettoyée.
En 1997, la direction de l'architecture et du patrimoine présente un dossier d'inscription auprès du comité du patrimoine mondial afin de tenter d'obtenir le classement des principaux chemins français de Saint-Jacques-de-Compostelle au titre de la convention internationale pour la protection du patrimoine culturel et naturel.
69 sites présentant « un intérêt architectural important » sont répertoriés, dont trois en Charente-Maritime : la basilique Saint-Eutrope de Saintes, l'hôpital des pèlerins de Pons et l'église Saint-Pierre d'Aulnay. Le classement au patrimoine mondial de l'humanité de l'ensemble des sites proposés intervient l'année suivante, le 5 décembre 1998.
La plaque rappelant ce classement est placée à l'entrée nord-ouest de l'enceinte et fut dévoilée le 25 mai 2002 par le maire d'Aulnay, Jean-Mary Collin, en présence de la conseillère générale, Bernadette Guillard, et du vice-président du Conseil général, Xavier de Roux.

#### Livres sur l'église d'Aulnay
- Rémy Prin, Aulnay d'ombre et de lumière, édition Bordessoules, 2009
- Ferdinand Werner, Aulnay de Saintonge und die Romanische Skulptur in Westfrankreich, Worms Ed., 1979
- Jean Chagnolleau, Aulnay de Saintonge, photos de M. Muro, éditions Arthaud, 1938
- René Crozet, L'art roman en Saintonge, Paris, éditions Picard, 1971

#### Livres sur les églises romanes
- Jacques Lacoste, « Aulnay », in La Sculpture romane en Saintonge, Éd. Christian Pirot, 1998
- Raymond Oursel, Aux portes de la Saintonge enchantée : Aulnay, dans Haut-Poitou Roman, Zodiaque, 1975
- Anat Tcherikover, High Romanesque Sculpture in the Duchy of Aquitaine, c. 1090-1140, Oxford University Press, 1997 (analyse comparée des différents sculpteurs d'Aulnay et de la région)